# Chiến dịch Sa mạc Tây
Chiến dịch Sa mạc Tây hay Chiến tranh Sa mạc diễn ra tại Sa mạc Tây thuộc Ai Cập và Libya là giai đoạn đầu của Mặt trận Bắc Phi thuộc Chiến tranh thế giới thứ hai. Chiến dịch bắt đầu vào tháng 9 năm 1940, khi quân đội phát xít Ý đóng tại Libya tiến hành xâm chiếm Ai Cập, nhằm vào các lực lượng Anh và Khối Thịnh vượng chung tại đây. Cuộc tấn công này đã bị chặn đứng, và đến tháng 12 năm đó, người Anh phản công. Đòn phản công ban đầu chỉ là cuộc đột kích trong 5 ngày đã phát triển thành một chiến dịch lớn mang tên Chiến dịch Compass, hủy diệt hoàn toàn Tập đoàn quân số 10 Ý. Benito Mussolini phải tìm kiếm sự giúp đỡ của Adolf Hitler và một lực lượng nhỏ quân Đức đã được phái tới Tripoli theo Chỉ thị số 22 ngày 11 tháng 1, đây là những đơn vị đầu tiên của Quân đoàn châu Phi do tướng Erwin Rommel chỉ huy. Trên danh nghĩa là quân Đức nằm dưới quyền chỉ huy của người Ý, nhưng thực ra quân Ý lại bị phụ thuộc, và quân Đức Quốc xã trở thành cấp trên của Ý.
Kết quả thắng bại trong quá trình diễn biến chiến dịch này chủ yếu được định đoạt từ khả năng tiếp tế và vận chuyển của các bên tham chiến. Việc quân Đồng Minh sở hữu căn cứ trên đảo Malta nên có khả năng chặn đánh các đoàn tàu hàng của phe Trục trên Địa Trung Hải đã đóng vai trò quan trọng đến diễn biến chiến sự, giúp ngăn cản nguồn nhiên liệu và tiếp viện mà tư lệnh Đức Erwin Rommel rất cần đến trong những thời điểm hệ trọng. Đến đầu năm 1942, Không lực Lục quân Hoa Kỳ bắt đầu cho xây dựng một lực lượng máy bay ném bom (cuối năm đó bổ sung thêm thành phần tiêm kích) để hỗ trợ cho chiến dịch, gọi là Chiến dịch Ai Cập-Libya.
Ngay từ đầu, Chiến dịch Sa mạc Tây đã là một cuộc chiến bao gồm những hoạt động tiến và lùi diễn ra liên tục. Trong vòng 2 năm, các lực lượng phe Trục đã ba lần đẩy lui quân Đồng Minh về Ai Cập, nhưng không giành được thắng lợi mang tính quyết định và cuối cùng Đồng Minh vẫn giành lại được những lãnh thổ bị mất. Trong cuộc tấn công cuối cùng của phe Trục, quân Đồng Minh đã giành chiến thắng quyết định trong Trận El Alamein thứ hai. Từ đó về sau quân Trục không bao giờ có thể hồi phục lại được và bị đánh bật về phía tây, ra khỏi Libya đến tận Tunisia. Đến lúc đó thì "Chiến dịch Sa mạc Tây" cũng hoàn toàn kết thúc. Tập đoàn quân số 8 Anh và quân của Rommel tiếp tục tham gia "Chiến dịch Tunisia" vốn đã bắt đầu từ trước đó vào tháng 11 năm 1942, tại đây phe Trục lại bại trận một lần cuối cùng nữa tại châu Phi.
Kể từ sau thất bại của Anh trong Chiến dịch Balkan, chiến dịch Sa mạc Tây trở nên quan trọng trong chiến lược của người Anh. Còn đối với Adolf Hitler, Mặt trận Xô-Đức lấn át hoàn toàn cuộc chiến tại sa mạc, nên nó chỉ giữ một vài trò thứ yếu. Quân đội phe Trục không bao giờ được cung cấp đủ nguồn lực cũng như phương tiện để đánh bại người Anh, khi mà đối thủ của họ bỏ lỡ nhiều cơ hội để dứt điểm chiến dịch khi chuyển bớt lực lượng đến Hy Lạp và Levant năm 1941, hay đến Viễn Đông năm 1942.

## Bối cảnh năm 1940

### Libya

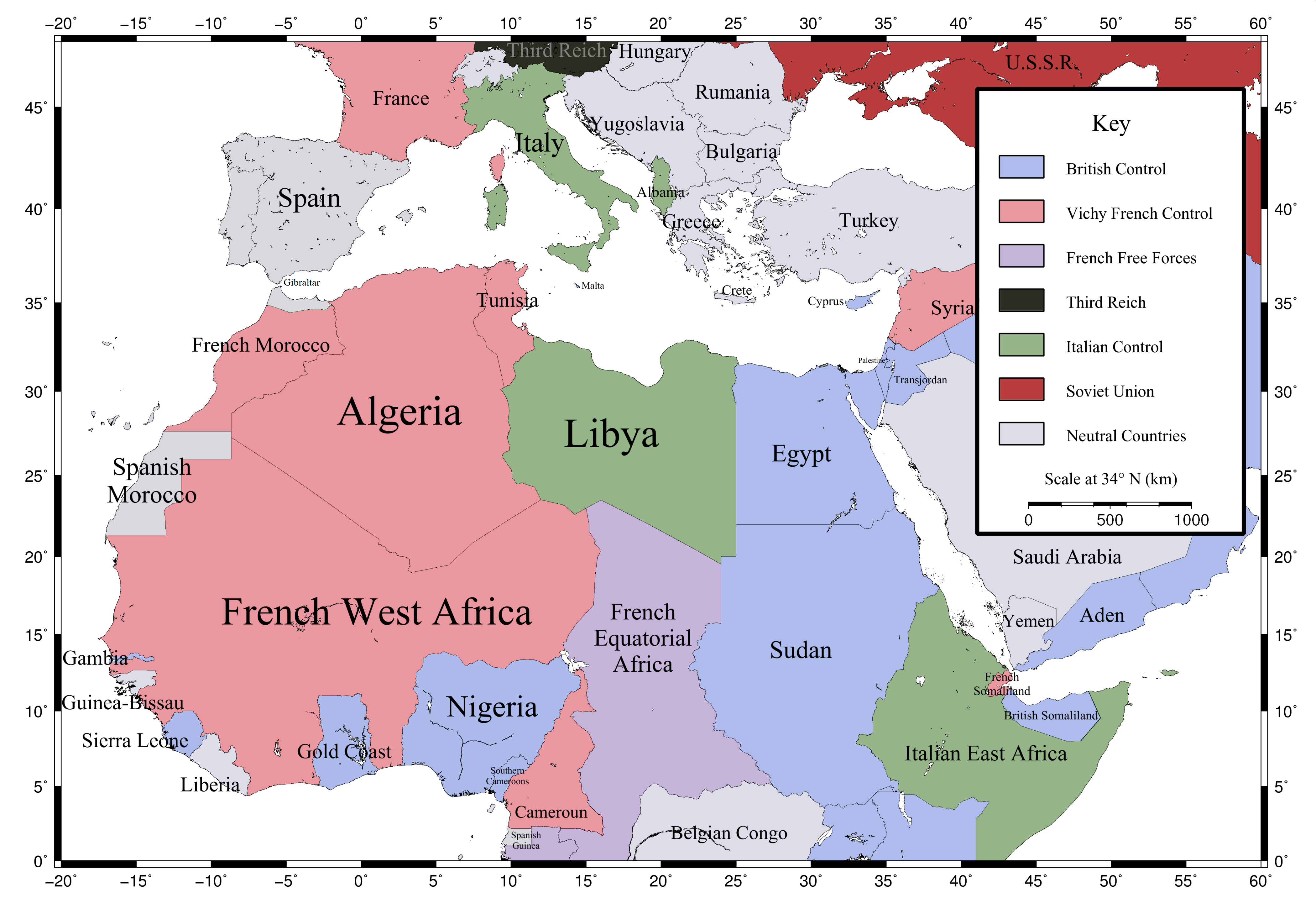
Bản đồ Bắc Phi trước khi chiến dịch bắt đầu

Cyrenaica (Libya) đã trở thành thuộc địa của Ý kể từ khi Quân đội Hoàng gia Ý (Regio Esercito) đánh bại quân đội của Đế quốc Ottoman trong Chiến tranh Ý-Thổ Nhĩ Kỳ (1911–1912). Vùng đất này tây giáp Tunisia thuộc Pháp, đông giáp Ai Cập, nên người Ý đã chuẩn bị phòng ngự cả hai mặt trận, thông qua Tổng hành dinh Tối cao Bắc Phi dưới quyền Toàn quyền Libya, Thống chế không quân Ý Italo Balbo. Tổng hành dinh Tối cao có trong tay Tập đoàn quân số 5 của tướng Italo Gariboldi đóng ở phía tây và Tập đoàn quân số 10 của tướng Mario Berti đóng ở phía đông. Đến giữa năm 1940, mỗi tập đoàn quân có 9 sư đoàn chính quốc với khoảng 13.000 người, 3 sư đoàn Dân quân Tự nguyện cho An ninh Quốc gia (Áo đen) và 2 Sư đoàn Thuộc địa Libya, mỗi sư đoàn có 8.000 quân. Vào cuối những năm 1930, các sư đoàn lục quân Ý đã được tái tổ chức từ 3 trung đoàn giảm xuống còn 2, và lính dự bị được gọi tái ngũ trong năm 1939 cùng với những đợt tuyển lính nghĩa vụ thường lệ.
Tinh thần chiến đấu của binh sĩ được coi là cao, và lục quân đã có nhiều kinh nghiệm hoạt động quân sự trong thời gian gần đó. Hải quân Ý phát triển mạnh dưới chế độ Phát xít, họ đã trả tiền mua những con tàu tốc độ nhanh, cấu trúc tốt và được trang bị mạnh, cùng với một hạm đội tàu ngầm lớn, nhưng hải quân lại thiếu kinh nghiệm và ít được huấn luyện. Không quân đã tiến hành chuẩn bị cho chiến tranh từ năm 1936 nhưng bị ngưng trệ và bị người Anh coi là không có khả năng duy trì tỷ lệ hoạt động cao. Tập đoàn quân số 5 có 8 sư đoàn đóng tại Tripolitania, nửa phía tây của Libya đối diện với Tunisia còn Tập đoàn quân số 10 với 6 sư đoàn bộ binh đóng giữ Cyrenaica ở phía đông. Khi chiến tranh bùng nổ, Tập đoàn quân số 10 triển khai Sư đoàn Libya số 1 Sibelle tại biên giới từ Giarabub đến Sidi Omar; Quân đoàn XXI từ Sidi Omar tới bờ biển, Bardia và Tobruk. Quân đoàn XXII di chuyển đến tây nam Tobruk để làm lực lượng phản công.

### Ai Cập

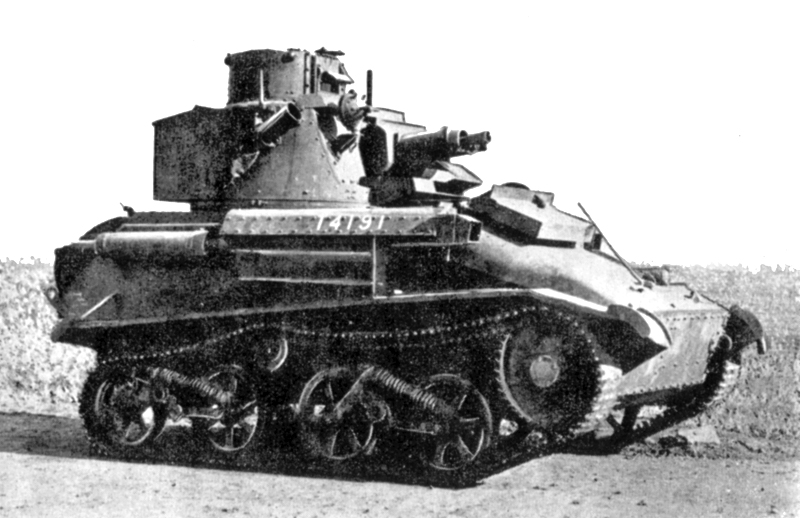
Xe tăng hạng nhẹ của Anh với súng máy trong tháp pháo quay.

Người Anh đã có quân đóng tại Ai Cập kể từ năm 1882, nhưng từ sau khi hiệp ước Anh-Ai Cập được ký kết năm 1936 thì số quân này đã bị giảm đi rất nhiều. Lực lượng tương đối khiêm tốn của Anh và Khối Thịnh vượng chung hiện có ở Ai Cập chủ yếu là ở ven Biển Đỏ và bảo vệ kênh đào Suez, con kênh có vai trò vô cùng quan trọng đối với mối liên lạc giữa nước Anh và các thuộc địa của nó ở Viễn Đông và Ấn Độ Dương. Tháng 6 năm 1939, trung tướng Henry Maitland "Jumbo" Wilson đã đến Cairo để làm Tổng chỉ huy ( General Officer Commanding-in-Chief - GOC-in-C) các đội quân Anh tại Ai Cập (British Troops in Egypt) và được giao chỉ huy các lực lượng Anh cùng Khối Thịnh vượng chung phòng thủ tại quốc gia này.
Đến cuối tháng 7, trung tướng Archibald Wavell được bổ nhiệm chức Tổng chỉ huy (GOC-in-C) của Bộ tư lệnh Trung Đông (Middle East Command) mới thành lập, đóng tại Cairo, chịu trách nhiệm toàn bộ vùng Chiến trường Địa Trung Hải và Trung Đông. Bộ tư lệnh này có quyền kiểm soát hoạt động của toàn bộ lực lượng trên bộ ở Ai Cập, Sudan, Palestine, Transjordan và Síp. Khi chiến tranh leo thang, quyền hạn của nó lan rộng ra cả các lực lượng trên bộ do Anh chỉ huy tại đông và bắc châu Phi, Aden, Iraq và bờ biển vịnh Ba Tư và Hy Lạp. Cho đến khi Hiệp định đình chiến ngày 22 tháng năm 1940 giữa Pháp và phe Trục được ký, các sư đoàn Pháp tại Tunisia vẫn đối diện với Tập đoàn quân số 5 Ý ở biên giới tây Libya.
Các lực lượng Anh bao gồm Sư đoàn Lưu động (Ai Cập) (thiếu tướng Percy Hobart), một trong hai đội hình thiết giáp huấn luyện của Anh mà vào giữa năm 1939 được đặt tên lại là Sư đoàn Thiết giáp (Ai Cập) (ngày 16 tháng 2 năm 1940, nó trở thành Sư đoàn Thiết giáp số 7). Biên giới Ai Cập–Libya được phòng ngự bởi Lực lượng Tiên phong Ai Cập và đến tháng 6 năm 1940, tổng hành dinh của Sư đoàn Bộ binh số 6 (thiếu tướng Richard O'Connor) đã tiếp quyền chỉ huy tại Sa Mạc Tây, với chỉ thị là đẩy lui quân Ý ra khỏi các đồn bốt tại biên giới và chiếm lĩnh vùng nội địa khi cuộc chiến bắt đầu. Sư đoàn Thiết giáp số 7 (thiếu Lữ đoàn Thiết giáp số 7) tập trung tại Mersa Matruh và điều Cụm Yểm trợ số 7 tiến về phía biên giới để làm lực lượng đảm bảo. Không quân Hoàng gia Anh cũng điều phần lớn máy bay ném bom đến gần biên giới hơn, và đảo Malta được tăng cường để uy hiếp con đường tiếp tế của Ý cho Libya.
Tổng hành dinh Sư đoàn Bộ binh số 6, thiếu các đơn vị đầy đủ và được huấn luyện bài bản, đã được đổi tên thành Lực lượng Sa Mạc Tây ngày 17 tháng 6, khi đã tiến sát Libya. O'Connor cũng được thăng cấp trung tướng vào tháng 10 khi bộ chỉ huy của ông được tăng cường và mở rộng. Ở Tunisia, Pháp có 8 sư đoàn, chỉ có khả năng hoạt động hạn chế còn ở Syria có 3 sư đoàn được trang bị nghèo nàn và đào tạo kém, với khoảng 40.000 quân và lính biên phòng làm nhiệm vụ chiếm đóng đối phó thường dân. Các lực lượng Ý trên bộ và không quân tại Libya áp đảo mạnh quân Anh về số lượng tại Ai Cập nhưng tinh thần chiến đấu thấp và gặp bất lợi do trang bị kém hơn. Tại Đông Phi thuộc Ý, có thêm 130.000 lính Ý và lính châu Phi với 400 khẩu pháo, 200 xe tăng hạng nhẹ và 20.000 xe tải. Ý tuyên chiến với Đồng Minh vào ngày 11 tháng 6 năm 1940.
Theo Thủ tướng Anh Winston Churchill, Lục quân Hoàng gia Ý có khoảng 215.000 quân tại Libya đối mặt với xấp xỉ 36.000 quân Anh tại Ai Cập, cùng với thêm 27.500 người đang huấn luyện tại Palestine. Người Anh ước tính về bộ binh, phía Ý có 6 sư đoàn "chính quốc" và 2 sư đoàn "dân quân" ở Tripolitania, 2 sư đoàn "chính quốc" và 2 sư đoàn "dân quân" tại Cyrenaica, và còn có 3 sư đoàn "biên giới". Để đối phó với lực lượng này, phía Anh có Sư đoàn Thiết giáp số 7, 2/3 Sư đoàn Bộ binh Ấn Độ số 4, 1/3 Sư đoàn New Zealand (sau trở thành sư đoàn New Zealand số 2), 14 tiểu đoàn Anh, và 2 trung đoàn Pháo binh Hoàng gia.

## Điều kiện chiến trường

### Địa hình
Chiến sự diễn ra chủ yếu trên Sa mạc Tây, chiều rộng khoảng 390 km bờ biển từ Mersa Matruh (Ai Cập) đến Gazala (Libya), dọc theo Litoranea Balbo, con đường nhựa duy nhất. Địa mạo Biến Cát nằm sâu 240 km trong nội địa đánh dấu giới hạn phía nam của sa mạc tại nơi rộng nhất của nó là ở Giarabub và Siwa; theo cách nói của người Anh thì Sa mạc Tây trải rộng bao gồm cả miền đông Cyrenaica của Libya. Từ bờ biển mở rộng vào trong nội địa là một vùng đá sa mạc bằng phẳng cao khoảng 150 m trên mực nước biển, chạy sâu 200–300 km đến vùng Biển Cát. Khu vực này có bò cạp, rắn và ruồi, và là nơi sinh sống của một số nhỏ dân du mục Bedouin. Người Bedouin đoàn kết tốt và có khả năng dễ dàng đi theo địa hình; chuyển hướng đi lại qua mặt trời, những ngôi sao, la bàn và "cảm giác sa mạc", họ nhận thức tốt về môi trường dựa vào kinh nghiệm. Khi quân Ý tiến vào Ai Cập trong tháng 9 năm 1940, Cụm Maletti đã bị lạc khi rời Sidi Omar, mất tích và phải dùng máy bay mới tìm ra được họ.
Vào mùa xuân và mùa hè, ngày rất nóng còn đêm rất lạnh. Gió Sirocco (Gibleh hay Ghibli) là một loại gió sa mạc nóng bỏng, thổi theo đám cát mịn làm giảm tầm nhìn đi còn vài dặm và phủ lên mắt, phổi, máy móc, thực phẩm và trang bị; những xe có động cơ và máy bay cần bộ lọc dầu đặc biệt mới chạy được, và đất đai khô cằn đồng nghĩa với việc đồ tiếp tế thức ăn phải được vận chuyển từ bên ngoài đến. Các động cơ máy móc của Đức thường bị quá tải nhiệt và tuổi thọ động cơ xe tăng giảm từ 2.300–2.600 km xuống còn 480–1.450 km, và còn tệ hơn nữa do tình trạng thiếu những bộ phận tiêu chuẩn các loại của Đức và Ý.

### Tiếp tế

#### Phe Trục

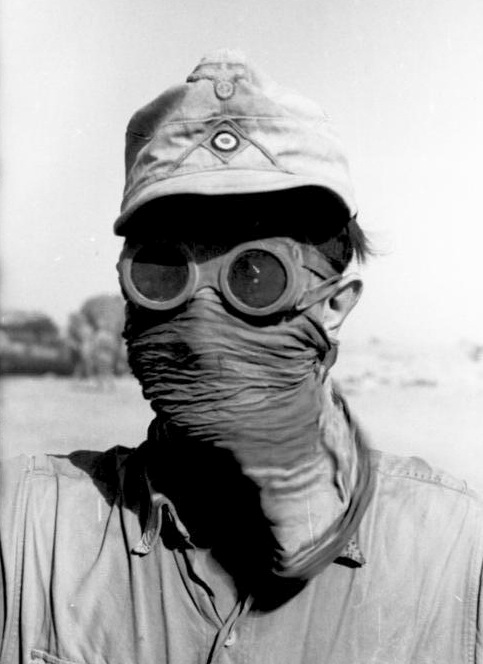
Kính bảo hộ và che mặt để chống nắng và cát

Tuyến đường mà hàng tiếp tế của Ý thường đi để tới Tripoli là vòng qua phía tây Sicily rồi tiếp cận bờ biển và cập cảng, kéo dài khoảng 970 km để tránh máy bay, tàu chiến và tàu ngầm của Anh đóng tại Malta tiến công. Trên bộ, hàng tiếp tế được vận chuyển qua một quãng đường rất dài trên đường cái hoặc do tàu chở theo những lượng nhỏ. Khoảng cách từ Tripoli đến Benghazi là khoảng 1.050 km còn đến El Alamein là 2.300 km. 1/3 tàu buôn của Ý đã bị giam giữ sau khi Ý tuyên chiến và đến tháng 9 năm 1942, một nửa số còn lại bị đánh chìm, mặc dù đã được thay thế nhiều bằng cách đóng mới, chuộc tàu và các tàu chuyển giao của Đức. Từ tháng 6 năm 1940 đến tháng 5 năm 1943, 16% số hàng chở trên các tàu đã bị đánh chìm.
Tobruk được sử dụng hết công suất vào tháng 6 năm 1942, nhưng tuyến đường tiếp cận dài và sự oanh tạc của quân Đồng Minh đã khiến cho cố gắng này bị từ bỏ trong tháng 8. Quân Đức cho rằng khoảng cách tối đa mà một đội quân cơ giới có thể hoạt động từ căn cứ của nó là 320 km, nhưng trung bình 1/3 các xe tải của phe Trục không thể hoạt động và 35–50% số nhiên liệu được cấp đã bị tiêu thụ khi chuyên chở số còn lại. Tình trạng thiếu dầu nhiên liệu ở Ý, quy mô nhỏ của các hải cảng tại Libya và vấn đề đáp ứng nhu cầu dân sự, tất cả dẫn đến việc huy động không hiệu quả một số lượng lớn các tàu hàng cỡ nhỏ và khiến cho Bộ tư lệnh Tối cao Lục quân Đức (OKH) kết luận rằng các lực lượng Đức ở Libya không thể được tiếp tế một cách hiệu quả để đánh một đòn quyết định trừ phi các đạo quân Ý trở về nước, mà về mặt chính trị thì điều đó là không thể.

#### Đồng Minh
Vị trí địa lý của nước Ý có thể phong tỏa Địa Trung Hải nếu chiến tranh nổ ra và khiến cho Hạm đội Địa Trung Hải đóng tại Ai Cập phải phụ thuộc vào kênh đào Suez. Năm 1939, Wavell đã bắt đầu lên kế hoạch cho một căn cứ ở Trung Đông để hỗ trợ khoảng 15 sư đoàn (300.000 người), 6 ở Ai Cập, 3 ở Palestine và số còn lại ở xa ngoài mặt trận. Phần lớn các nguyên vật liệu được nhập từ các thuộc địa và phần còn lại thu được ở địa phương bằng cách khuyến khích sản xuất hàng thay thế nhập khẩu. Kế hoạch cho một lực lượng đồn trú 9 sư đoàn ở Ai Cập và Palestine đã được tăng lên thành 14 vào tháng 6 năm 1941 và đến tháng 3 năm 1942 đã thành 23 sư đoàn. Từ khi Ý tuyên chiến cho đến năm 1943, các tàu buôn từ Anh đi về phía đông vòng qua Mũi Hảo Vọng, nên khiến cho khoảng cách tới Ai Cập ngang bằng với đi tới Úc và New Zealand. Trung tâm Tiếp tế Trung Đông (MESC) được thành lập ở Ai Cập, Palestine và Syria để phối hợp các hàng nhập khẩu và các hàng thay thế địa phương, thực hiện chế độ phân phối dân sự và thúc đẩy cải thiện nông nghiệp. Đến tháng 3 năm 1943, MESC đã thay thế khoảng 100 tàu Liberty phân phối có giá trị nhập khẩu, tăng cường khả năng sản xuất khoai tây, dầu ăn, các sản phẩm từ sữa và cá. Gia súc lưu động từ Sudan không cần phải vận chuyển hàng lạnh nữa.
Năm 1940, các lực lượng quân sự Anh đã có ga cuối của tuyến đường sắt quốc gia Ai Cập, đường bộ và cảng Mersa Matruh (Matruh) cách Alexandria 320 km về phía tây làm căn cứ. Một đường ống dẫn nước bắt đầu dọc đường xe lửa này và các nguồn nước đã được khảo sát. Nhiều giếng được đào nhưng phần lớn đều đầy nước muối, và năm 1939 nguồn nước sạch chính là các cống nước La Mã tại Mersa Matruh và Maaten Baggush. Các thuyền chở nước từ Alexandria và một nhà máy chưng cất tại Matruh đã nâng cao khả năng tiếp tế nhưng một cơ cấu kinh tế nghiêm ngặt buộc phải được tiến hành và rất nhiều nước đã phải vận chuyển theo đường bộ đến các khu vực xa xôi hẻo lánh. Số xe cộ hiện có trong năm 1939 là không đủ và các xe tải được chuyển cho Sư đoàn Thiết giáp với liên kết hậu phương tốt hơn; chỉ có các xe phù hợp với sa mạc là có thể mạo hiểm cho những con đường phức tạp, khiến cho xe tăng không thể di chuyển quá Matruh. Matruh cách biên giới Libya 190 km về phía đông. Từ biên giới, không có nước tại Sollum, 80 km từ Sollum đến Sidi Barrani chỉ có một con đường chất lượng kém, có nghĩa là quân xâm lược phải tiến qua một vùng sa mạc không có nước và không có đường đi để tiếp cận quân chủ lực Anh. Tháng 9 năm 1940, Tiểu đoàn Đường sắt New Zealand và công nhân Ấn Độ đã bắt đầu làm việc trên tuyến đường sắt ven biển, tới Sidi Barrani vào tháng 10 năm 1941 và Tobruk vào tháng 12 năm 1942, cách El Alamein 640 km về phía tây, chuyên chở 4.300 tấn mỗi ngày.

## Diễn biến

### Năm 1940

#### Những xung đột ban đầu
Những "lực lượng yểm hộ" ban đầu mà người Anh triển khai dọc biên giới Ai Cập, tuy nhỏ nhưng có khả năng chiến đấu hiệu quả. Nó bao gồm xe tăng hạng nhẹ thuộc Trung đoàn Hussar số 7, xe thiết giáp của Trung đoàn Hussar số 11, 2 tiểu đoàn mô tô thuộc Trung đoàn Bộ binh Súng trường số 60 và Lữ đoàn Súng trường, cùng 2 trung đoàn Kỵ Pháo binh Hoàng gia Anh được cơ giới hóa.

Diễn biến Chiến dịch Sa mạc Tây, các năm 1940–1942

Ngày 11 tháng 6 năm 1940, một ngày sau khi Ý tuyên chiến với phe Đồng Minh, tình trạng đối địch bắt đầu và các lực lượng Ý tại Libya là lực lượng Anh cùng Khối Thịnh vượng chung ở Ai Cập đã mở một loạt những cuộc đột kích vào nhau. Đáng chú ý có cuộc tấn công của Trung đoàn Hussar số 11, khi được lệnh chiếm cứ biên giới và cô lập Giarabub, họ vượt qua biên giới tiến vào Libya trong đêm đó, đọ súng với quân Ý tại Sidi Omar, bắt giữ nhiều người Ý và phát hiện ra rằng nhiều lính Ý còn chưa biết là chiến tranh đã bắt đầu. Ngày 12 tháng 6, thêm 63 người Ý bị bắt làm tù binh trong một cuộc đột kích khác. Ngày 14 tháng 6, các trung đoàn Hussar số 11 và số 7 cùng với một đại đội thuộc Trung đoàn Bộ binh Súng trường số 60 đánh chiếm đồn Capuzzo và đồn Maddalena đồng thời bắt thêm 220 tù binh Ý. Hai ngày sau, 16 tháng 6, một cuộc đột kích chiều sâu vào trong lãnh thổ Libya đã phá hủy 12 xe tăng Ý, ngoài ra quân Anh còn chặn đánh một đoàn xe hộ tống trên con đường quốc lộ nối giữa Tobruk-Bardia, một phần của tuyến đường Quốc lộ Duyên hải Libya (Via Balbia), tiêu diệt 21 lính Ý và bắt được 88 tù binh, trong đó có tướng Romolo Lastrucci, Kỹ sư trưởng của Tập đoàn quân số 10 Ý. Trong một cuộc đụng độ gần tuyến biến giới tại Nezuet Ghirba, một lực lượng 17 xe tăng hạng nhẹ, 4 khẩu pháo và 400 bộ binh Ý đã bị một lực lượng hỗn hợp gồm xe tăng, pháo binh và bộ binh cơ giới Anh đánh bại.
Đến ngày 25 tháng 6, Pháp ký hiệp định đình chiến với Ý, chính thức đầu hàng phe Trục. Nhờ đó, binh lính và trang bị của Tập đoàn quân số 5 Ý (đóng tại Tripolitania đối diện quân Pháp ở Tunisia) được điều bớt sang tăng cường cho Tập đoàn quân 10. Tập đoàn quân 5 chỉ còn lại 4 sư đoàn, trong khi Tập đoàn quân 10 được phát triển lên đến 10 sư đoàn. Đến giữa tháng 7, quân Ý đã phát triển lực lượng tại biên giới Ai Cập trở thành một đội quân gồm 2 sư đoàn bộ binh đầy đủ và các thành phần của hai sư đoàn khác nữa.
Ngày 28 tháng 6, Thống chế Balbo bị giết chết trong một tai nạn nhầm lẫn khi đang đổ bộ tại Tobruk. Máy bay của ông đã bị hỏa lực phòng không của quân Ý bắn nhầm do hạ cánh ngay sau một cuộc không kích của Anh. Thay thế chức vụ tổng tư lệnh và toàn quyền của Balbo là thống chế Rodolfo Graziani.

Các sĩ quan thuộc Trung đoàn Hussar số 11 lấy dù tạo bóng râm để nghỉ ngơi trong khi đang tuần tra biên giới Libya, ngày 26 tháng 7 năm 1940, bên cạnh chiếc xe bọc thép Morris CS9.

Người Anh tiến hành tuần tra khu vực biên giới về phía tây đến Tobruk, thiết lập ưu thế so với Tập đoàn quân số 10 Ý. Ngày 5 tháng 8, chiến sự nổ ra tại khu vực nằm giữa sân bay Sidi Azeiz và đồn Capuzzo, tuy lớn nhưng bất phân thắng bại. 30 xe tăng hạng trung M11/39 Ý đã chạm trán với Trung đoàn Hussar số 8 khi họ cố gắng thiết lập lại quyền kiểm soát của Ý khu vực này. Tướng Wavell kết luận rằng việc tiếp tục các chiến dịch là không thực tế khi mà cuộc tấn công của quân Ý đang manh nha. Tình trạng hao mòn và hỏng hóc của các xe cộ thiết giáp thuộc Sư đoàn Thiết giáp số 7 Anh lúc này đang gia tăng đến mức khủng hoảng, đòi hỏi cần phải có những phân xưởng sửa chữa. Cát làm các thiết bị hao mòn nhanh chóng, rút ngắn tuổi thọ bánh xích xe tăng, làm cạn kiệt phụ tùng thay thế và chỉ có một nửa lực lượng tăng có thể tiếp tục hoạt động. Đứng trước tình hình này và nhận ra rằng một lực lượng hữu hiệu của mình đã kiệt sức mà chẳng có mục đích chiến lược nào, Wavell liền hạn chế mở rộng chiến sự và bàn giao việc phòng thủ biên giới cho Cụm Yểm trợ số 7 của lữ đoàn trưởng William Gott và Trung đoàn Hussar số 11 của trung tá John Combe. Các đơn vị này sẽ trở thành một tấm bình phong làm từ nhiều tiền đồn nhằm cảnh báo bất cứ nỗ lực tiếp cận nào của Ý.
Tính đến ngày 13 tháng 8, theo những diễn biến trong giai đoạn chiến sự ban đầu, bảng thống kê tương quan nghiêng về phía có lợi cho phía Anh. Họ kiểm soát sa mạc và áp đảo được quân Ý. Những thất bại ban đầu đã khiến cho người Ý mất tinh thần, và họ cảm thấy như không có chỗ nào là an toàn, thậm chí là cả ở những tuyến phòng thủ nằm tĩnh sâu bên trong lãnh thổ của Ý kiểm soát. Có thể trừ ra một số ít các đơn vị như Đại đội Ô tô Sahara (Compagnie Auto-Avio-Sahariane), thì quân Ý không hề được an toàn trên sa mạc trống trải, nơi mà nói chung họ bị tách rời ra khỏi đơn vị của mình.
Trong suốt thời gian còn lại của tháng 8 và những ngày đầu tháng 9, sa mạc trở nên yên tĩnh một cách không hề thoái mái. Sự yên tĩnh này chỉ bị phá vỡ bởi những cuộc chạm trán bất ngờ của quân tuần tra và những trận không chiến lẻ tẻ khi cả hai bên thăm dò ý định của bên kia. Người Anh tuyên bố trong vòng 2 tháng chiến đấu trên sa mạc (11 tháng 6 – 9 tháng 9), họ đã gây cho quân Ý thiệt hại mất khoảng 3.500 người trong khi chịu tổn thất là 150.
Xa hơn nữa, cả hai bên đều thiết lập những nhóm quân lùng tìm: Đại đội Ô tô Sahara của Ý và Đại đội Ô tô Sahara (LRDG) của Anh, họ lùng khắp sa mạc và quan sát bố trí quân đối phương mà tiến hành đột kích. Trong khi một mạng lưới gián điệp ghê gớm tại Ai Cập (Servizio Informazioni Militare) bảo vệ bí mật của phe Ý, thì người Anh chọn những cách khác để có được thông tin. Đơn vị lùng Cụm Sa mạc Tầm xa dưới quyền chỉ huy của thiếu tá Ralph A. Bagnold cũng đóng vai trò một lực lượng tình báo và báo cáo những cuộc chuyển quân của Ý ở xa phía sau phòng tuyến về cho phía Anh qua đường radio Skywave.

#### Người Ý tấn công

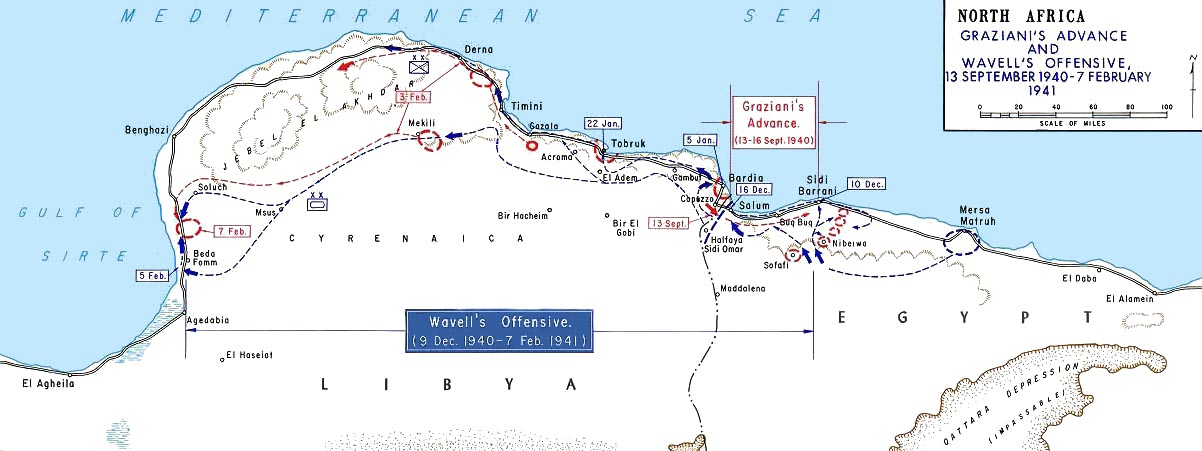
Cuộc tiến quân của Graziani và cuộc tấn công của Wavell – 13 tháng 9 năm 1940 – 7 tháng 2 năm 1941. Những vòng tròn nhỏ màu đỏ là các doanh trại người Ý dừng lại đóng quân.

Benito Mussolini vốn không có kế hoạch xâm chiếm Ai Cập và chỉ dự định duy trì phòng ngự tại Libya nếu chiến tranh nổ ra. Sau khi nước Pháp bại trận năm 1940, Tập đoàn quân số 5 Ý đã có thể điều lực lượng sang tăng viện cho phía đông và vào ngày 7 tháng 8, Mussolini liền ra lệnh tấn công nhằm chiếm đóng Ai Cập và thiết lập một vùng đất nối liền khu vực Bắc Phi thuộc Ý (Africa Settentrionale Italiana) với Đông Phi thuộc Ý (Africa Orientale Italiana) và hy vọng có thể chiếm được kênh đào Suez cũng như những mỏ dầu Ả Rập. Trong tháng 8, biên giới trải qua một thời kỳ yên tĩnh, phần lớn các đơn vị thiết giáp Anh đã rút khỏi biên giới về Mersa Matruh để duy trì khả năng phòng giữ cảng này và Cụm Yểm trợ số 7 đến tiếp quản, tiến hành giám sát các đồn trại từ Sollum đến Đồn Maddalena nhằm sẵn sàng ngăn cản cuộc tấn công của Ý; lực lượng Hussar thì do thám sâu hơn vào trong lãnh thổ Libya. Các sư đoàn Libya thiếu phương tiện vận tải cần thiết để cùng hoạt động với Cụm Maletti có 1 tiểu đoàn xe tăng hạng trung, 2 tiểu đoàn xe tăng hỗn hợp và 4 tiểu đoàn xe tăng hạng nhẹ trên đoạn công sự dốc đứng, nên được bố trí lại ra con đường ven bờ biển. Ngày 9 tháng 9, Cụm Maletti bị lạc trên đường tới Sidi Omar và Graziani hủy bỏ cuộc hành quân bọc sườn để tập trung vào con đường ven biển với 5 sư đoàn và Cụm Maletti; Sư đoàn Áo đen số 4 và Sư đoàn Catanzaro số 64 ở lại làm dự bị tại Tobruk. Phi đội số 5 (5° Squadra), 1 đơn vị không quân hỗn hợp với khoảng 300 máy bay, các trang bị sân bay và vận tải, đóng vai trò yểm trợ cho cuộc tiến quân và chiếm giữ các sân bay.
Ngày 9 tháng 9, các lực lượng Ý dưới quyền tổng chỉ huy của thống chế Rodolfo Graziani đã xuất phát từ căn cứ tại Cyrenaica tấn công Ai Cập. Cuộc xâm chiếm này khởi đầu như một hoạt động chiến thuật giới hạn tiến về Mersa Matruh hơn là nhằm các mục tiêu chiến lược được phác họa tại Roma, do tình trạng thiếu hụt thường xuyên xe vận tải, nhiên liệu và trang thiết bị không dây, ngay cả với các đơn vị chuyển giao từ Tập đoàn quân số 5. Ngày 13 tháng 9, Musaid phải hứng chịu một trận pháo kích "ngoạn mục" lúc hoàng hôn và bị chiếm đóng. Sollum và sân bay của nó bị Sư đoàn Libya số 1 đánh chiếm và đến tối ngày hôm đó Sư đoàn Libya số 2, Sư đoàn số 63 (Cyrene) và Cụm Maletti từ Musaid cùng Sư đoàn số 62 (Marmarica) từ Sidi Omar đã vượt qua các nhóm quấy phá của Anh và tập hợp tại đèo Halfaya. Quân Anh rút lui qua Buq Buq trong ngày 14 tháng 9 và vừa tiếp tục quấy rối đà tiến của Ý vừa lùi về Alam Hamid trong ngày hôm sau và đến Alam el Dab ngày 16 tháng 9. Cùng ngày 16 tháng 9, một lực lượng Ý với 50 xe tăng đã cố gắng bọc sườn đội hậu quân Anh đang nghỉ ở phía đông Sidi Barrani, thị trấn này bị Sư đoàn Áo đen số 1 chiếm đóng trong ngày hôm ấy và sau đó Graziani đã cho ngừng tiến quân với lý do đưa ra là gặp vấn đề về tiếp tế. Người Anh lại tiếp tục theo dõi và Sư đoàn Thiết giáp số 7 liền chuẩn bị sẵn sàng đối phó với một cuộc tấn công vào Mersa Matruh.
Mặc dù Mussolini hối thúc Graziani tiếp tục tấn công, quân Ý vẫn đào hào lập trại quanh Sidi Barrani và Sofafi, cách các vị trí phòng thủ của Anh tại Mersa Matruh 130 km về phía tây. Các đoạn đường bị quân Anh phá hoại được sửa lại, các giếng nước được làm sạch và một đường ống dẫn nước từ biên giới được bắt đầu xây dựng, nhằm tích lũy đồ tiếp tế phục vụ cho việc tiếp tục tiến quân dự kiến sẽ bắt đầu vào giữa tháng 12. Trước tình hình này, Ai Cập chấm dứt quan hệ với Đức và Ý sau khi máy bay Ý ném bom xuống Ma'adi, một khu ngoại ô của Cairo, nơi có nhiều người châu Âu sinh sống vào ngày 19 tháng 10. Hải quân và không quân Anh tiếp tục quấy phá quân đội Ý và gây ra những thiệt hại mà theo tù nhân khai lại là đã khiến tinh thần chiến đấu sa sút. Các đội tuần tra thiết giáp chế ngự những vùng đất không có người ở nhưng việc để mất các điểm hạ cánh cao cấp đã làm giảm hiệu quả của không quân Anh còn Malta thì nằm ngoài tầm bay. Chiến dịch Compass, một cuộc phản công để phá hỏng cuộc tiến quân của Ý vào Matruh đã được người Anh lên kế hoạch nhằm hủy diệt lực lượng Ý và phần lớn Lực lượng Sa mạc Tây đã được điều đến cảng này. Một đại đội xe thiết giáp phụ tham gia vào các hoạt động trinh sát ở xa phía sau trận tuyến. Lực lượng Sa mạc Tây được tăng viện bằng một trung đoàn xe tăng mới trang bị loại tăng Matilda II và một tháng sau, quân Anh đã bắt đầu chuẩn bị đột kích vào cụm trại quân trung tâm của Ý và sau đó là vào Sofafi trong thời gian 4–5 ngày chứ không đợi người Ý tấn công trước nữa.

#### Người Anh phản công

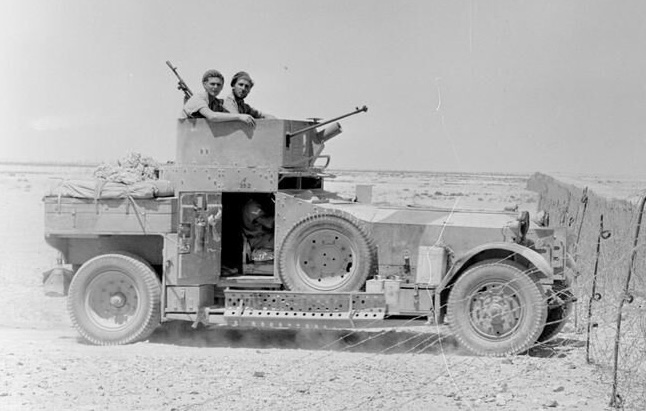
Một chiếc xe bọc thép Rolls-Royce đời 1924 đã được sửa tháp pháo tại khu vực Bardia thuộc Sa mạc Tây, năm 1940.

Tháng 12 năm 1940, Tập đoàn quân số 10 Ý tại Ai Cập được tăng viện các sư đoàn Libya số 1, số 2 và Sư đoàn Áo đen số 4, đóng tại các trại công sự từ Sidi Barrani đến Tummars và Maktila. Cụm Maletti đóng quân ở Nibeiwa, Sư đoàn số 63 (Cyrene) đóng tại Rabia và Sofafi, Sư đoàn số 62 (Marmarica) đóng trên đoạn công sự dốc đứng từ Sofafi đến Đèo Halfaya còn Sư đoàn số 64 (Catanzaro) đóng ở phía đông Buq Buq, sau khe hở Nibeiwa–Rabia, được yểm trợ bởi khoảng 500 máy bay thuộc Phi đội số 5 của tướng Felip Porro. Ngày 7 tháng 12, Không quân Hoàng gia Anh đã tấn công các sân bay và phá hủy 39 máy bay trên mặt đất. Và đến sáng ngày 9 tháng 12, một cuộc đột kích của Anh mà người Ý hoàn toàn không phòng bị, Chiến dịch Compass (Trận Marmarica/Trận chiến Doanh trại) đã bắt đầu khi Lực lượng Selby tiến từ Matruh tới nhằm cô lập Maktila. Sư đoàn Bộ binh số 4 Ấn Độ và Trung đoàn Xe tăng Hoàng gia số 7 (7th RTR) đã tiến đánh Nibeiwa lúc bình minh và tràn ngập trại này, sau đó tiến vào Tummar West, vị trí này thất thủ vào buổi chiều. Một cuộc phản công của Ý từ Tummar East đã bị đẩy lui và hôm sau đến lượt chính trại này cũng bị chiếm.

##### Trận Sidi Barrani
Sư đoàn Thiết giáp số 7 Anh phòng thủ ở phía tây, ngăn không cho quân tiếp viện Ý tới Sidi Barrani và đến ngày 10 tháng 12, quân Anh đã cắt đứt con đường ven biển rồi Sư đoàn Thiết giáp số 7 tiến hành càn quét quanh khu vực Buq Buq, bắt sống nhiều tù binh. Ngày 11 tháng 12, quân Ý bị đánh bại tại Sidi Barrani; phải bỏ Rabia và Sofafi, Sư đoàn Thiết giáp số 7 liền truy kích dọc bờ biển và đoạn công sự dốc đứng. Tối ngày 14 tháng 12, Trung đoàn Hussar số 11 cắt đứt đường Via Balbia nối giữa Tobruk và Bardia, chiếm Sidi Omar trong ngày 16 và đánh bật quân Ý ra khỏi Sollum và Đồn Capuzzo rút về Bardia, bỏ rơi lực lượng đồn trú tại ốc đảo Siwa và Giarabub ở phía nam. Từ ngày 9 đến 11 tháng 12, quân Anh đã bắt được 38.300 tù bình, 237 pháo, 73 xe tăng và khoảng 1.000 xe cộ đổi lấy 624 thương vong.

##### Trận Bardia
Wavell đã khiến O'Connor phải bất ngờ khi chuyển Sư đoàn Bộ binh số 4 nhiều kinh nghiệm trận mạc của Ấn Độ sang Mặt trận Trung Đông và thay thế nó bằng Sư đoàn số 6 Úc mới đến. Quân Úc sau đó dồn dập tấn công Bardia và Tobruk.
Bardia thất thủ trong khoảng thời gian từ 14 tháng 12 đến 5 tháng 1; quân Anh tổn thất 456 bộ binh Úc và 17 trong số 23 xe tăng, đổi lại là 40.000 quân Ý bị thương vong và bị bắt, hơn 400 khẩu pháo, 130 xe tăng và hàng trăm xe tải. Rạng sáng ngày 21 tháng 1, bộ binh Úc đột phá vào Tobruk và thiết lập một đường tiến cho 18 xe tăng Anh. Quân Úc xông đến và đến xẩm tối đã bắt sống nửa số quân phòng thủ Tobruk. Đồng Minh bắt được 25.000 tù bình, 208 khẩu pháo và 87 xe tăng mà chỉ mất 355 quân Úc và 45 quân Anh. Sư đoàn Thiết giáp số 7 tiến 160 km về phía Derna và tấn công Lữ đoàn Thiết giáp Đặc biệt Ý (BCS - Brigata Corazzata Speciale) do tướng Valentino Babini với khoảng 300 xe tăng ở Mechili. Lữ đoàn này của Ý bỏ chạy và ngày 26–28 tháng 1 xe tăng Anh sa lầy trong mưa lớn; hôm sau đến lượt Derna bị rút bỏ. Sư đoàn Thiết giáp số 7 Anh phái Lực lượng Combe tới Beda Fomm để cắt đường Tập đoàn quân số 10 Ý.

##### Trận Beda Fomm
Cuối tháng 1 năm 1941, người Anh biết rằng quân Ý đang sơ tán khỏi Cyrenaica dọc theo đường Via Balbia từ Benghazi. Sư đoàn Thiết giáp số 7 của thiết tướng Sir Michael O'Moore Creagh được cử đi chặn đánh tàn quân Tập đoàn quân số 10 Ý bằng cách tiến qua sa mạc ở phía nam Jebel Akhdar qua Msus và Antelat trong khi Sư đoàn số 6 Úc truy kích quân địch dọc theo con đường ven biển ở phía bắc Jebel Akhdar. Địa hình khu vực này khó đi đối với xe tăng Anh, nên Lực lượng Combe của trung tướng J. F. B. Combe đã được phái đi để phối hợp.
Cuối ngày 5 tháng 2, Lực lượng Combe đã tới Via Balbia ở phía nam Benghazi và thiết lập chặn đường gần Sidi Saleh, các Ajedabia 32 km về phía bắc và Antelat 48 km về phía tây nam. Nửa tiếng sau, các đơn vị tiên phong của Tập đoàn quân số 10 Ý tới nơi và phát hiện đường Via Balbia đã bị chặn. Hôm sau, quân Ý tấn công để phá đoạn đường bị chặn và tiếp tục tiến đánh vào ngày 7 tháng 2. Khi quân tiếp viện Anh tới nơi và quân Úc tràn xuống con đường này từ phía Benghazi, Tập đoàn quân số 10 phải đầu hàng. Tại Benghazi–Agedabia, quân Anh bắt sống 25.000 tù binh, chiếm 107 xe tăng và 93 khẩu pháo trong tổng số 133.298 người, 420 xe tăng và 845 khẩu pháo bắt được trong toàn Chiến dịch Compass.
Trong chiến dịch mau lẹ này, phía Anh bắt được 130.000 quân Ý mà chỉ chịu thương vong có 2.000 người. Suốt giai đoạn đó, người Ý tưởng rằng mình bị áp đảo mạnh về quân số, trong khi thực tế là ngược lại. Bộ trưởng ngoại giao Anh Anthony Eden đã nói đùa rằng "Chưa bao giờ có rất nhiều người đầu hàng rất nhiều trước rất ít người như thế" (Never has so much been surrendered by so many to so few, nhại theo câu nói nổi tiếng so much owed by so many to so few của Winston Churchill). Các lực lượng Ý còn lại rút chạy về El Agheila vào ngày 9 tháng 2 năm 1941. Trong giai đoạn này của cuộc chiến, Lực lượng Sa mạc Tây đã được đổi tên thành Quân đoàn XIII của Anh.
Ngày 9 tháng 2, Churchill ra lệnh ngừng tiến quân và điều quân tới Hy Lạp để tham gia vào cuộc Chiến tranh Hy Lạp-Ý; cũng như cuộc tấn công qua Macedonia của Đức (Chiến dịch Marita) được cho là sắp xảy ra. Dù sao thì quân Anh cũng không thể nào tiến quá El Agheila, vì tình trạng xe cộ hỏng hóc, quân lính mệt mỏi và ảnh hưởng của việc tuyến đường vận tải tiếp tế từ căn cứ ở Ai Cập bị kéo ra quá dài. Chỉ vài ngàn người thuộc Tập đoàn quân số 10 Ý đã thoát khỏi thảm họa tại Cyrenaica nhưng Tập đoàn quân số 5 tại Tripolitania vẫn còn có 4 sư đoàn. Các đồn lũy tại Sirte, Tmed Hassan và Buerat đã được tăng viện từ Ý, nâng tổng số quân của 2 tập đoàn quân Ý lên khoảng 150.000 người. Quân tiếp viện Đức cũng được phái đến Libya để lập một "phân đội chặn" (Sperrverband) theo Chỉ thị 22 của Hitler ngày 11 tháng 1, đây là những đơn vị đầu tiên của Quân đoàn châu Phi do tướng Erwin Rommel chỉ huy.

### Năm 1941
Sau thắng lợi quyết định của Anh và Khối Thịnh vượng chung tại Cyrenaica, hệ thống bố trí quân sự của họ đã sớm bị đảo lộn. Một tuần sau khi quân Ý ở Beda Fomm đầu hàng, Ủy ban Quốc phòng ở London đã ra mệnh lệnh tới Cyrenaica là chỉ giữ lại lực lượng tối thiểu và chuyển số quân còn lại đến Hy Lạp trong Chiến dịch Lustre. Lực lượng Sa mạc Tây (giờ là Quân đoàn XIII), Sư đoàn Úc số 6 được trang bị đầy đủ và không có nhiều tổn thất đến thay thế. Sư đoàn Thiết giáp số 7 đã hoạt động được 8 tháng, các trang thiết bị máy móc đã bị hao mòn và được rút về để sửa chữa trang bị lại. 2 trung đoàn thuộc Sư đoàn Thiết giáp số 2 cùng với Lực lượng Sa mạc Tây cũng bị hao mòn, sư đoàn này chỉ còn lại 4 trung đoàn xe tăng. Sư đoàn Úc số 6 tới Hy Lạp trong tháng 3 với một cụm lữ đoàn thiết giáp của Sư đoàn Thiết giáp số 2; phần còn lại của sư đoàn này và Sư đoàn Úc số 9 mới đến (trừ 2 lữ đoàn và hầu hết lực lượng vận tải đã phái đến Hy Lạp) được thay thế bởi 2 lữ đoàn trang bị kém thuộc Sư đoàn Úc số 7. Sư đoàn này tiếp quản Cyrenaica, với giả định rằng quân Ý sẽ không thể bắt đầu phản công cho đến tháng 5, cho dù có được Đức tiếp viện đi nữa.

#### Cuộc tấn công thứ nhất của Rommel
Trong khi Wavell giảm bớt lực lượng của mình tại Bắc Phi thì nhà độc tài Đức Adolf Hitler, trước thảm họa của nước Ý đồng minh, đã ra lệnh mở Chiến dịch Sonnenblume ("Hoa hướng dương"), triển khai Quân đoàn châu Phi (Deutsches Afrikakorps - DAK) mới thành lập làm lực lượng tăng viện cho quân Ý để cứu họ khỏi sụp đổ hoàn toàn. Quân đoàn này của Đức bao gồm những đội quân đầy sức sống với nhiều xe tăng, trang bị và yểm trợ không quân tốt hơn và một viên tư lệnh đầy uy tín, tướng Erwin Rommel.
Khi Rommel đến Bắc Phi, ông ra lệnh giả vờ giữ thế phòng ngự và giữ vững trận tuyến. Nhận thấy rằng lực lượng phòng thủ của Anh đang mỏng, ông liền tấn công nhanh chóng đánh bại lực lượng Đồng Minh tại El Agheila vào ngày 24 tháng 3 và tại Mersa el Brega ngày 31 tháng 3. Khuếch trương chiến quả, đến 15 tháng 4 Rommel đã đẩy được quân Anh lùi về biên giới tại Sollum, chiếm lại toàn bộ lãnh thổ Libya ngoại trừ Tobruk. Thành phố này, dưới quyền chỉ huy của tướng Úc Leslie Morshead, sau đó đã bị bao vây và phong tỏa. Trong cuộc tiến quân này, lần lượt ba người: trung tướng Philip Neame, tư lệnh chiến trường mới của Tổng hành dinh Bộ chỉ huy Cyrenaica (tên mới đổi của Quân đoàn XIII); Richard O'Connor, mới được triệu về để hỗ trợ; và thiếu tướng Michael Gambier-Parry, tư lệnh Sư đoàn Thiết giáp số 2 Anh đã bị Đức bắt sống. Không có Neame và O'Connor, các lực lượng Anh và Khối Thịnh vượng chung một lần nữa được sắp xếp dưới quyền Tổng hành dinh Lực lượng Sa mạc Tây. Quyền tư lệnh thuộc về trung tướng Noel Beresford-Peirse, người được triệu về Cairo khi đang chỉ huy Sư đoàn Bộ binh số 4 Ấn Độ tại Đông Phi.
Chiến dịch tấn công đầu tiên của Rommel về cơ bản là thành công. Ngoài một cụm lữ đoàn thiết giáp thuộc Sư đoàn Thiết giáp số 2 Anh bị rút ra để tham gia chiến dịch tại Hy Lạp thì phần còn lại của sư đoàn này đã bị quân Đức tiêu diệt. Tuy nhiên, nhiều nỗ lực của Đức nhằm đánh chiếm vị trí cô lập tại Tobruk đã thất bại và trận tuyến được ổn định lại trên biên giới Ai Cập.

#### Cuộc vây hãm Tobruk

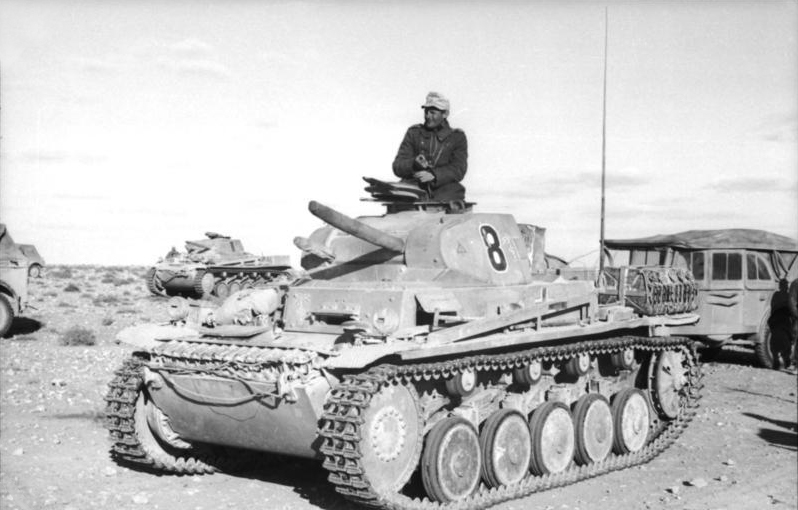
Xe tăng Panzer II Đức với pháo 20 ly và súng máy trong tháp pháo quay.

Quân Đức và Ý đã vây hãm các lực lượng Anh và Khối Thịnh vượng chung tại Tobruk trong một cuộc đối đầu dai dẳng kéo dài 240 ngày đêm.
Tobruk được bảo vệ bởi một lực lượng khoảng 25.000 quân thuộc Tập đoàn quân số 8 Anh, với nhiều hàng tiếp tế dự trữ và được Hải quân Hoàng gia Anh đảm bảo liên lạc với hậu phương Ai Cập. Quân đồn trú có trang bị xe thiết giáp và xe tăng chiến lợi phẩm của Ý, cho phép họ đột kích vào các đoàn xe tiếp tế của phe Trục đi ngang Tobruk để tiến ra biên giới, khiến cho quân Trục không thể tiến hành xâm chiếm Ai Cập. Rommel lập tức cố gắng đánh chiếm cảng này, nhưng Sư đoàn số 9 Úc của tướng Leslie Morshead đã phòng phủ đến cùng. Quân Ý không kịp cung cấp bản thiết kế các công sự trong cảng và nhiều cuộc tấn công bị đẩy lùi. Sau 3 tuần lễ, Rommel đình chỉ tấn công và tiếp tục bao vây. Các sư đoàn bộ binh Ý chiếm giữ những vị trí gần pháo đài trong khi phần lớn Quân đoàn châu Phi duy trì một vị trí lưu động ở phía nam và phía đông của cảng.
Bộ chỉ huy chiến trường chung của Đồng Minh bây giờ là Tập đoàn quân số 8 Anh, được tạo thành từ những đơn vị của nhiều quốc gia khác nhau, bao gồm Sư đoàn số 9 và Lữ đoàn số 18 của Lục quân Úc và Lục quân Ấn Độ, ngoài ra còn có các sư đoàn của Nam Phi, New Zealand, 1 lữ đoàn Lực lượng Pháp tự do của tướng Marie-Pierre Koenig và Lữ đoàn Súng trường Độc lập Carpath Ba Lan.

##### Chiến dịch Brevity
Chiến dịch Brevity (15–16 tháng 5) là một cuộc tấn công hạn chế nhằm làm tiêu hao các lực lượng phe Trục và chiếm giữ các vị trí để phục vụ cho cuộc tổng công kích vào Tobruk. Quân Anh đã tấn công với một lực lượng xe tăng bộ binh nhỏ chia thành 3 đội hình, Sa Mạc, Trung tâm và Ven Biển. Đội Sa Mạc có trang bị xe tăng hành trình sẽ tiến trong nội địa và tiêu diệt bất cứ xe tăng nào đụng độ trên đường đến Sidi Azeiz. Đội Trung tâm sẽ đánh chiếm đèo Halfaya, Bir Wair và Musaid, rồi tràn tới Đồn Capuzzo. Đội Ven Biển sẽ chiếm Sollum và khu chân đèo Halfaya. Sollum, đèo Halfaya và Đồn Capuzzo đều đã bị chiếm nhưng sau đó đồn này đã bị đối phương phản công lấy lại. Quân Đức phản kích ngày 16 tháng 5, đe dọa lực lượng Anh trên đỉnh đèo và mệnh lệnh rút lui được ban ra với Đội Sa Mạc bọc hậu. Người Đức giành lại Musaid và quân Anh bắt đầu tổng rút lui từ Sidi Omar về Sidi Suleiman và Sollum, chỉ còn lại Đèo Halfaya trong tay người Anh. Chiến dịch Brevity không đạt được hầu hết mục tiêu của nó, chỉ giữ được Đèo Halfaya trong thời gian ngắn. Phía Anh chịu 206 thương vong, 5 xe tăng bị phá hủy và 13 bị hư hỏng. Thiệt hại của Đức là 258 người, 3 xe tăng bị phá hủy và một số chiếc bị hư hỏng. Quân Ý mất 395 người, trong đó có 347 bị bắt. Ngày 12 tháng 5, đoàn tàu vận tải Tiger mất một chiếc tàu và tới được Alexandria với 238 xe tăng để tái trang bị cho Sư đoàn Thiết giáp số 7 Anh và 43 máy bay; ngày 28 tháng 5, phía Anh bắt đầu lên kế hoạch cho Chiến dịch Battleaxe.

##### Chiến dịch Skorpion
Tối ngày 26 tháng 5, Cụm tác chiến von Herff (Kampfgruppe von Herff) của đại tá Maximilian von Herff với 3 tiểu đoàn Panzer đã tập hợp trên bờ biển dưới chân đèo Halfaya và đến sáng hôm sau thì tấn công với ý định lừa cho quân Anh phải rút lui. Con đèo này được phòng thủ bởi Trung đoàn Bảo vệ Coldstream số 3 (trung tá Moubray) và các đơn vị hỗ trợ nhưng đòn tấn công giả đã thành thật và chiếm được vị trí chỉ huy, khiến quân Anh đứng trước nguy cơ bị bao vây. Gott cho phép rút lui và Moubray đưa cả tiểu đoàn chạy thoát. Do gần đó không có quân tiếp viện nên Gott ra lệnh rút khỏi con đèo, nơi này sau đó đã bị quân Trục chiếm lại. Các vị trí của Đức-Ý tại biên giới được củng cố bằng dây thép gai và các bãi mìn, với yểm hộ của súng chống tăng 50 ly và 88 ly. Phía sau tuyến phòng thủ mới, phe Trục bắt đầu tích trữ đồ tiếp tế và tiếp nhận Sư đoàn Panzer số 15, bắt đầu đến nơi ngày 20 tháng 5.

##### Chiến dịch Battleaxe

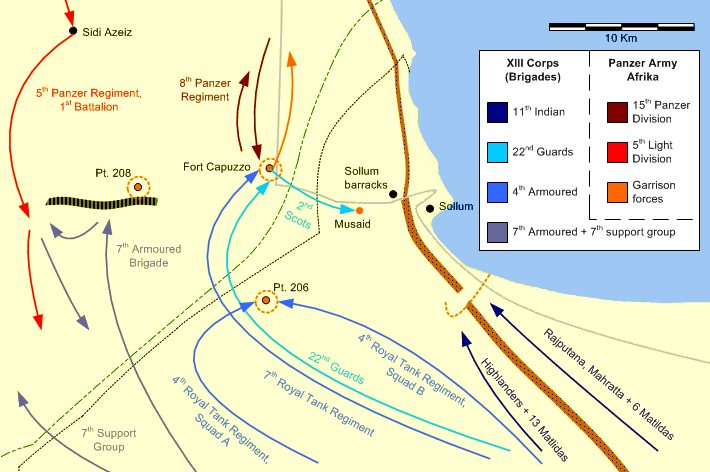
Chiến dịch Battleaxe (ngày 1)

Chiến dịch Battleaxe (15–17 tháng 6 năm 1941) được mở với dự định giải vây cho Tobruk và chiếm lại miền đông Cyrenaica. Cuộc tấn công sẽ do Sư đoàn Thiết giáp số 7 Anh và một lực lượng bộ binh hỗn hợp với 2 lữ đoàn đóng tại tổng hành dinh Sư đoàn số 4 Ấn Độ thực hiện. Bộ binh sẽ tiến đánh khu vực Bardia, Sollum, Halfaya và Capuzzo, với xe tăng bảo vệ sườn phía nam. Lần đầu tiên trong cuộc chiến, có một lực lượng lớn quân Đức chiến đấu ở thế phòng ngự. Cuộc tấn công đèo Halfaya thất bại, Điểm 206 bị chiếm và duy có cuộc tiến công vào Hafid Ridge là thu được thành công. Đến cuối ngày 15 tháng 6, chỉ có 48 xe tăng Anh còn hoạt động được. Ngày 16 tháng 6, quân Đức phản công đánh bật đối phương trên cánh phía tây nhưng ở trung tâm thì bị đẩy lùi, đến lúc này lực lượng xe tăng Anh giảm xuống còn 21 xe tăng hành trình và 17 xe tăng bộ binh hoạt động được.
Ngày 17 tháng 6, người Anh suýt soát tránh được bị 2 trung đoàn Panzer Đức bao vây và kết thúc chiến dịch. Mặc dù quân Anh đã dàn quân ra quá rộng nhưng phía Đức vẫn không thể chuyển một thắng lợi phòng ngự thành một chiến thằng có tính hủy diệt. Phía tình báo đã cung cấp chi tiết về di chuyển của quân Anh, nhưng Không quân Hoàng gia Anh đã phát hiện các động thái của Đức và làm chậm bước họ đủ lâu để cho các lực lượng trên bộ trốn thoát. Quân Anh chịu thương vong 969 người, 27 xe tăng hành trình và 64 xe tăng I bị hạ hoặc hỏng hóc không thể phục hồi, còn không quân mất 36 máy bay. Phía Đức mất 678 người (thiệt hại của Ý không được rõ), 12 xe tăng và 10 máy bay. Thất bại này của quân Anh đã dẫn đến việc sa thải Wavell tư lệnh Quân đoàn XIII, trung tướng Noel Beresford-Peirse và thiếu tướng Michael O'Moore Creagh tư lệnh Sư đoàn Thiết giáp số 7; Đại tướng Claude Auchinleck lên nắm quyền tổng tư lệnh Bộ tư lệnh Trung Đông.

#### Chiến dịch Crusader

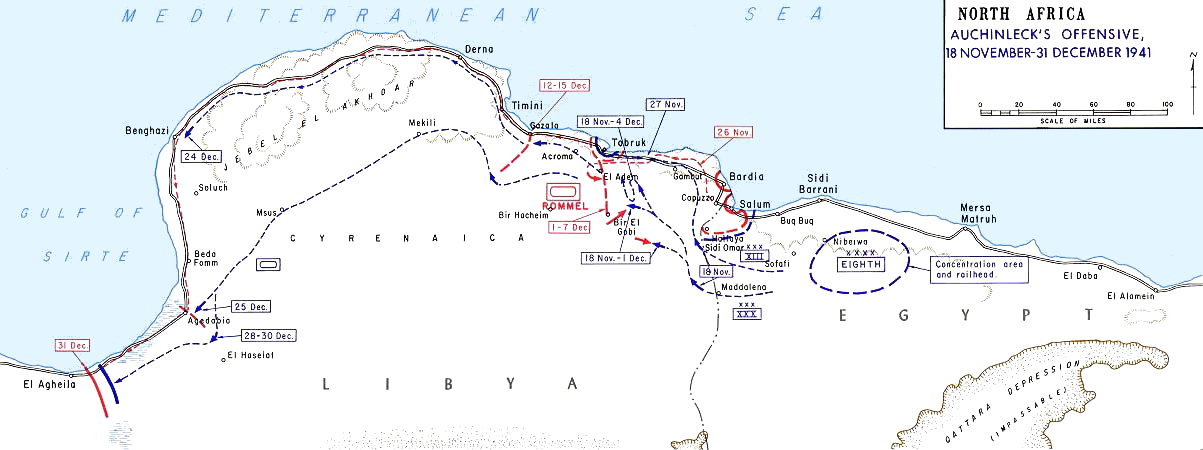
Cuộc tấn công của Auchinleck – 18 tháng 11 – 31 tháng 12 năm 1941.

Tập đoàn quân số 8 Anh, dưới quyền chỉ huy của trung tướng Alan Cunningham, đã mở màn Chiến dịch Crusader vào ngày 18 tháng 11 năm 1941, một lần nữa nhằm mục tiêu giải vây Tobruk và chiếm lại miền đông Cyrenaica.
Tập đoàn quân số 8 lên kế hoạch tiêu diệt lực lượng thiết giáp của phe Trục trước khi cho bộ binh vào trận nhưng đã bị đẩy lui nhiều lần, mà đỉnh cao là thất bại của Sư đoàn Thiết giáp sô 7 Anh trước Quân đoàn châu Phi tại Sidi Rezegh. Rommel ra lệnh cho các sư đoàn panzer đi cứu các vị trí trên biên giới Ai Cập nhưng không tìm được chủ lực bộ binh Đồng Minh, vốn đã bỏ qua các pháo đài mà tiến thẳng về Tobruk. Rommel rút quân thiết giáp của mình từ biên giới về Tobruk và thu được nhiều thắng lợi chiến thuật, gây nên bất đồng giữa một số tướng lĩnh tư lệnh lục quân Anh và dẫn đến việc Auchinleck thay thế Cunningham bằng thiếu tướng Neil Ritchie. Nhưng cuối cùng các lực lượng Trục vẫn buộc phải rút khỏi tây Tobruk về tuyến Gazala và sau đó lui về El Agheila; quân đồn trú phe Trục ở Bardia và Sollum thì đầu hàng. Một lần nữa, trận tuyến lại được đặt tại El Agheila, toàn bộ lãnh thổ mà Rommel chiếm được trong hai tháng 3 và 4 đã lại bị mất. Phía Anh thiệt hại 17.700 người đổi lấy thương vong 37.400 phía phe Trục, và nhiều người bị bắt tại Halfaya và Bardia. Nhưng quan trọng nhất là vòng vây xung quanh Tobruk của phe Trục đã bị phá vỡ, Cyrenaica đã được lấy lại và các sân bay chiếm được đã có thể giúp yểm trợ những đoàn tàu tiếp tế cho Malta.

### Năm 1942

#### Cuộc tấn công thứ hai của Rommel

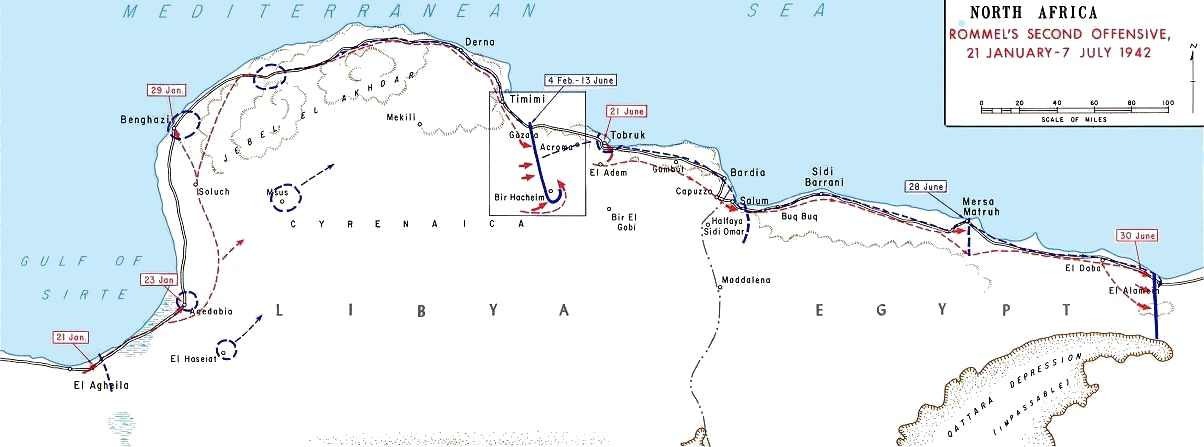
Cuộc tấn công thứ hai của Rommel – 21 tháng 1 – 7 tháng 7 năm 1942

Khi Tập đoàn quân số 8 tiến 800 km tới El Agheila, gánh nặng về tuyến đường tiếp tế kéo quá dài lại chuyển sang cho phía Anh. Sau sự kiện Hải quân Đế quốc Nhật Bản tấn công Trân Châu Cảng vào ngày 7 tháng 12 năm 1941, các lực lượng Úc đã rút khỏi Sa mạc Tây để chuyển đến mặt trận Thái Bình Dương, còn Lữ đoàn Thiết giáp số 7 của Anh cũng được chuyển đến Miến Điện. Sư đoàn Thiết giáp số 1 Anh còn tương đối thiếu kinh nghiệm đã trở thành lực lượng phòng thủ chính đóng quanh El Agheila. Lực lượng thiết giáp của nó cũng bị dàn trải giống như các đơn vị nhiều kinh nghiệm khác hoạt động từ đầu chiến dịch.
Đến tháng 1 năm 1942, người Anh đã rút lực lượng khỏi mặt trận để giảm nhẹ gánh nặng tiếp tế, chuẩn bị cho Chiến dịch Acrobat (một kế hoạch từ năm 1941 nhằm tiến về phía tây vào Tripolitania, khi mà chính quyền Vichy bị gây áp lực phải để cho quân Anh, sau đó là liên quân Anh-Mỹ tiến vào Bắc Phi thuộc Pháp sau tháng 12 năm 1941, với khả năng đánh chiếm Sicily). Người Anh đã đánh giá quá cao những thiệt hại mà họ gây ra cho phía Đức trong Chiến dịch Crusader và giả định rằng mình chỉ đối mặt với 35.000 địch quân chứ không phải 80.000 như trong thực tế, và cũng đã đánh giá sai tốc độ tăng viện từ châu Âu của phe Trục. Tập đoàn quân số 8 dự kiến đến tháng 2 sẽ sẵn sàng trước khi đối phương tấn công. Sư đoàn Thiết giáp số 1 mới của Anh đóng tại khu vực quanh El Agheila và từ ngày 28–29 tháng 12 đã giao chiến gần Agedabia, mất từ 61 đến 90 xe tăng mà chỉ hạ được có 8 xe tăng Đức.
Tập đoàn Panzer châu Phi (Panzerarmee Afrika) bắt đầu Chiến dịch Theseus vào ngày 21 tháng 1, tấn công các đơn vị phân tán thuộc Sư đoàn Thiết giáp số 1 Anh và đánh bại từng bộ phận Lữ đoàn Thiết giáp số 2. Đến 23 tháng 1, lữ đoàn này chỉ còn 75 trong số 150 xe tăng trong khi phía Đức thiệt hại có 29 trong tổng số 100 chiếc. Benghazi thất thủ ngày 28 tháng 1 và ngày 3 tháng 2 thì đến lượt Timimi. Tới ngày 6 tháng 2, quân Anh bị đẩy lui về tuyến Gazala cách Tobruk vài dặm về phía tây, nơi mà 7 tuần lễ trước đó Tập đoàn Panzer Đức đã rút đi. Phía Anh chịu 1.309 thương vong từ ngày 21 tháng 1, mất 42 xe tăng bị hạ, 30 chiếc khác bị thương hoặc hỏng hóc và thiệt 40 khẩu pháo dã chiến. Trung tướng Alfred Reade Godwin-Austen tư lệnh Quân đoàn XIII Anh do những bất đồng với Ritchie, tư lệnh Tập đoàn quân số 8 nên đã từ chức.

#### Trận Gazala
Đến tháng 2, trận tuyến đã nằm ở tuyến Gazala, ngay gần phía tây Tobruk và trong mùa xuân, cả hai bên đều chuẩn bị cho một trận đánh tiếp theo. Người Anh lên kế hoạch bắt đầu Chiến dịch Buckshot vào tháng 6 để tấn công tiêu diệt Tập đoàn Panzer và chiếm lấy Cyrenaica một lần nữa. Đầu tháng 5, các biện pháp phòng thủ tại biên giới Ai Cập được ưu tiên khi một cuộc tiến công của phe Trục đã sắp xảy ra. Chiến dịch Venezia (Unternehmen Venezia) mở màn trận Gazala bắt đầu khi xe tăng của Quân đoàn châu Phi và các xe tăng Ý tràn xuống phía nam vòng qua sườn bên tuyến Gazala và bị cô lập bởi Lực lượng Pháp Tự do cùng các đội quân Đồng Minh khác quanh Bir Hakeim, ngăn chặn đoàn xe tiếp tế của phe Trục.
Rommel rút quân về một vị trí tiếp giáp với bãi mìn của Anh và Ritchie liền ra lệnh phản công với Chiến dịch Aberdeen ngày 5 tháng 6. Ở phía bắc, Lữ đoàn Xe tăng 32 mất 50 trong tổng số 70 xe tăng. Các sư đoàn Thiết giáp số 7 và Ấn Độ số 5 ở cánh phía đông đã tấn công lúc 2h50 sáng và gặp phải thảm họa khi hỏa lực pháo binh Anh ụp xuống phía đông tuyến phòng ngự chống tăng của Đức. Lữ đoàn Thiêt giáp số 22, sau khi mất 60 trên 156 xe tăng, đã quay đầu bỏ mặc Lữ đoàn Ấn Độ số 9 đang bị mắc kẹt. Một cuộc phản kích vào chiều hôm đó do Sư đoàn Ariete và Sư đoàn Panzer 21 tiến hành, cùng với cuộc tấn công của Sư đoàn Panzer 15 tại Hộp Knightsbridge, đã tràn ngập tổng hành dinh chiến thuật của 2 sư đoàn quân Anh cùng Lữ đoàn Bộ binh Ấn Độ số 9. Lữ đoàn Bộ binh Ấn Độ số 10 và các đơn vị nhỏ hơn đã bị tan tác và hệ thống chỉ huy bị phá vỡ. Lữ đoàn Bộ binh Ấn Độ số 9, 1 trung đoàn trinh sát và 4 trung đoàn pháo binh bị tiêu diệt và đến ngày 13 tháng 6, quân Anh rút chạy khỏi tuyến Gazala khi chỉ còn lại 70 xe tăng.

##### Tobruk thất thủ
Trung tướng William Gott, tư lệnh Quân đoàn XIII Anh đã chỉ định thiếu tướng Hendrik Klopper, tư lệnh Sư đoàn Bộ binh Nam Phi số 2 làm chỉ huy quân đồn trú tại Tobruk. Ngoài 2 lữ đoàn Nam Phi, còn có Lữ đoàn Mô tô Bảo vệ 201, Lữ đoàn Bộ binh Ấn Độ số 11, Lữ đoàn Xe tăng Lục quân 32 và Lữ đoàn Phòng không số 4. Tobruk từng chịu đựng qua cuộc vây hãm 9 tháng trong năm 1941 nhưng lần này thì Hải quân Hoàng gia Anh không thể đảm bảo tiếp tế cho quân đồn trú. Quan điểm của Auchinleck là có thể bỏ Tobruk nhưng hy vọng nó sẽ cầm cự được 2 tháng. Ngày 21 tháng 6, khi tình hình vẫn còn chưa rõ ràng, 35.000 quân thuộc Tập đoàn quân số 8 đã đầu hàng trung tướng Enea Navarrini, tư lệnh Quân đoàn XXI Ý. Auchinleck liền sa thải Ritchie để tự mình cầm quyền chỉ huy Tập đoàn quân số 8 Anh và sau đó chặn được đà tiến của Rommel tại tuyến Alamein, chỉ còn cách Alexandria 110 km trong trận El Alamein thứ nhất, nhưng sau trận này đến lượt chính Auchinleck cũng bị sa thải.
Trong thời gian này, phe Trục có dự định mở một chiến dịch không vận mang tên Herkules nhằm đánh chiếm đảo Malta, sau khi bỏ lỡ mất cơ hội giành được đảo này vào năm 1941 do những thiệt hại về lính dù và máy bay vận tải trong Trận Crete cũng như việc các đơn vị không quân Đức (Luftwaffe) bị điều phục vụ chiến dịch Barbarossa, và đến tháng 6 năm 1941 thì lực lượng phòng không của đảo đã được phục hồi. Mùa xuân năm 1942, các đơn vị Luftwaffe trở lại Địa Trung Hải và vô hiệu hóa khả năng tấn công của quân đồn trú trên đảo. Rommel lúc đó đang rất mong đợi được tấn công, đã chấn chỉnh lại lực lượng tại Libya để đón đầu một cuộc tấn công của Tập đoàn quân số 8 Anh và được Hitler và Mussolini đồng ý với điều kiện là cuộc tiến quân của ông sẽ dừng lại tại Tobruk để sẵn sàng tiến đánh Malta trong tháng 8. Thế nhưng với thắng lợi của Chiến dịch Venezia cùng với việc đà tiến của Tập đoàn Panzer vẫn tiếp tục sau khi Tobruk thất thủ, thì việc truy đuổi một đối thủ đã bị đánh bại liền trở nên hấp dẫn hơn là chiến dịch mạo hiểm tại Malta. Chiến dịch Herkules bị hoãn để ưu tiên cho Chiến dịch Aïda tấn công Ai Cập nhằm đánh chiếm kênh đào Suez, và sau đó đã bị hủy bỏ vĩnh viễn.

##### Chiến dịch Aïda
Sau thắng lợi tại Gazala, Tập đoàn Panzer châu Phi tiến vào Ai Cập trong "Chiến dịch Aïda" nhằm tiêu diêt tàn quân Tập đoàn quân số 8 Anh. Quân Anh đánh cầm chân đối phương trong trận Mersa Matruh và suýt nữa bị đánh tan. Tuy đà tiến của Tập đoàn Panzer bị chậm lại, nhưng do thiếu thông tin, liên lạc kém và tốc độ cơ động của những xe tăng còn lại của Đức nên đường Via Balbia phía sau Quân đoàn X đã bị cắt đứt. Quân đoàn này đột phá trong đêm về phía nam và đi vòng qua các vị trí Đức, nhiều lần đụng độ với các lực lượng phe Trục và để bị bắt hơn 6.000 người, 40 xe tăng và rất nhiều đồ tiếp tế. Auchinleck ra lệnh rút lui 160 về El Alamein, còn cách Alexandria 100 km. Cuộc rút lui này giúp cho Tập đoàn quân số 8 đến gần căn cứ hơn, với đường tiếp tế hiệu quả hơn nhiều, với trở ngại địa lý là vùng Đất trũng Qattara cách đó 64 km về phía nam khiến cho việc bọc đánh trở nên khó khăn hơn rất nhiều. Đến ngày 25 tháng 6, Quân đoàn châu Phi chỉ còn lại 50 xe tăng, Quân đoàn XX Ý còn 14 chiếc. Tập đoàn Panzer tới El Alamein ngày 30 tháng 6 nhưng chỉ còn có những đồ tiếp tế bắt được tại Tobruk và sau đó trở nên lệ thuộc vào nguồn tiếp tế chuyển từ Tripoli tới, cách xa mặt trận 2.300 km.

#### Trận El Alamein thứ nhất

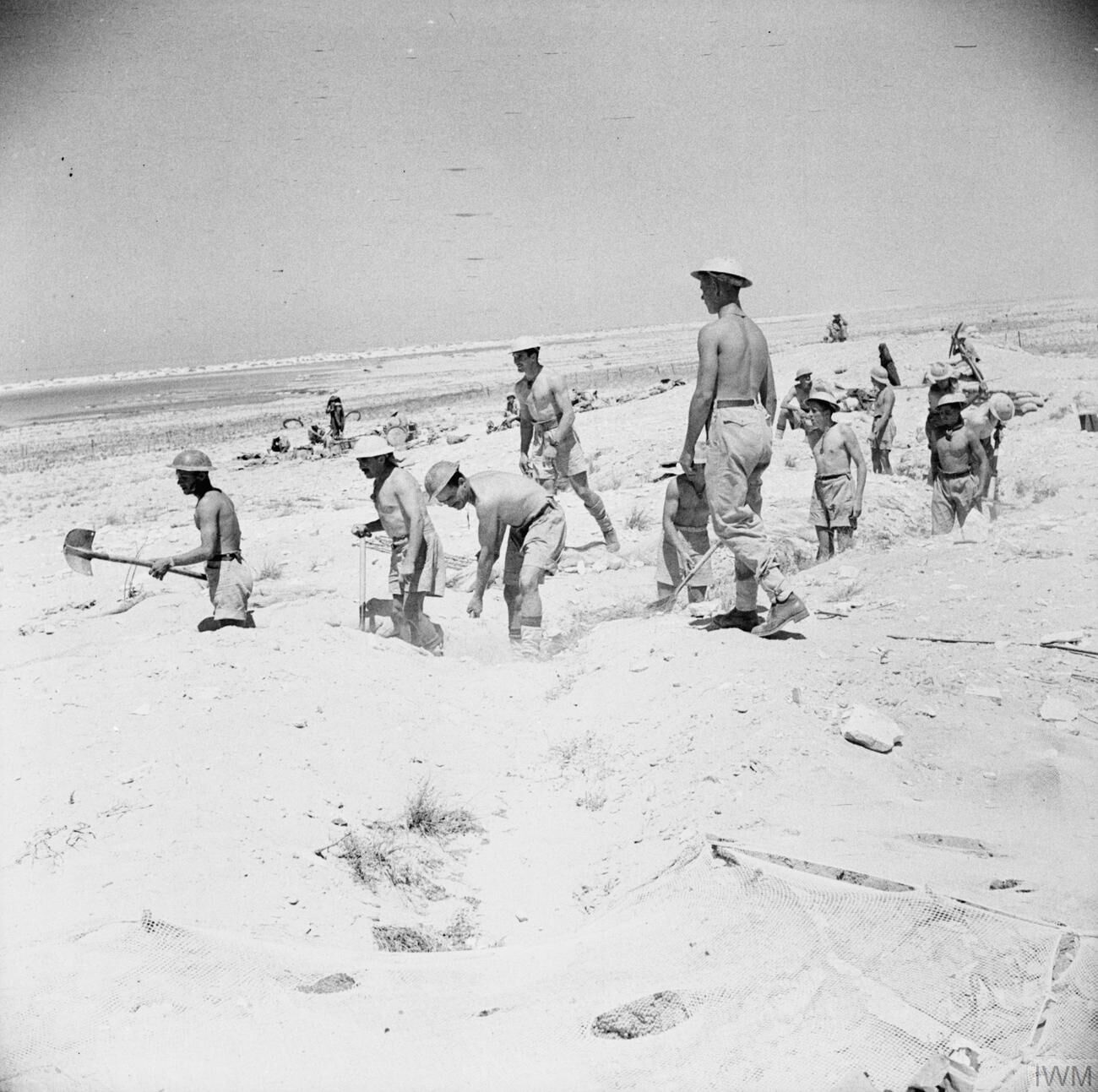
Quân Anh đào hào lập trại tại El Alamein trong trận chiến, ngày 4 tháng 7 năm 1942.

Một nỗ lực nhằm dồn ép Tập đoàn quân số 8 Anh ngoài vị trí Alamein đã được quân Đức tiến hành trong trận El Alamein thứ nhất (1–27 tháng 7). Sau 4 ngày, Rommel hủy bỏ cuộc tấn công do sức phòng ngự của quân Anh, tình trạng cạn kiệt đồ tiếp tế và mỗi sư đoàn Đức chỉ còn lại 1.200–1.500 người. Đến ngày 5 tháng 7, số xe tăng Đức còn hoạt động được tụt xuống chỉ còn khoảng 30 chiếc. Sau một thời gian tạm lắng, Tập đoàn Panzer lên kế hoạch tấn công trở lại với 50 xe tăng và khoảng 2.100 bộ binh Đức, cùng với 54 xe tăng và 1.600 bộ binh Ý. Thế nhưng người Anh đã ra tay trước tại Tel el Eisa (10–14 tháng 7), khiến cả hai bên đều kiệt sức. Quân Anh bắt đầu tiến đánh các đơn vị Ý, được định vị bằng thông tin thu được qua mã Ultra, tại Ruweisat Ridge (14–17 và 21–23 tháng 7), tại Tel El Eisa lần thứ 2 này 22 tháng 7 và tại Miteirya Ridge (22 và 26 tháng 7), sau đó lại là một khoảng thời gian tạm lắng khác. Thiệt hại của Đức vào khoảng 10.000 người, của Ý là không rõ nhưng có 7.000 quân Trục bị bắt làm tù binh, so với tổn thất 13.250 người của Tập đoàn quân số 8 Anh.
Bất chấp hoàn cảnh, Churchill vẫn trở nên thất vọng về Auchinleck. Ông ta liền bị thay thế, đại tướng Harold Alexander lên làm Tổng tư lệnh Bộ tư lệnh Trung Đông còn trung tướng Bernard Montgomery trở thành tư lệnh của Tập đoàn quân số 8. Như vậy, viên tư lệnh tập đoàn quân mới sẽ được miễn trách nhiệm về khu vực kéo dài từ Síp đến Sudan và về phía đông tới Syria. Alexander cũng là một tấm đệm hiệu quả để chống lại những can thiệp chính trị từ London.

#### Trận Alam el Halfa

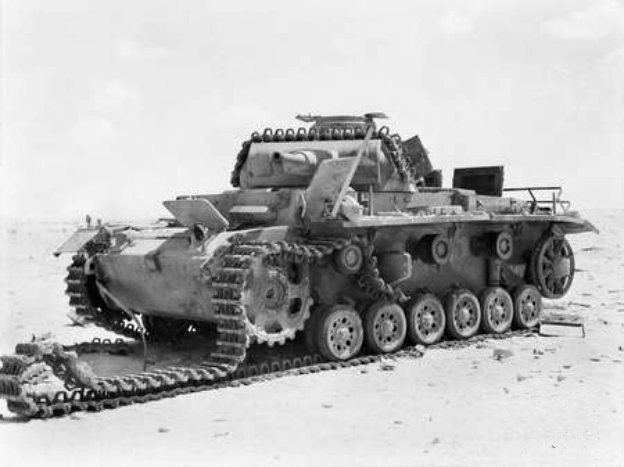
Một chiến Panzer III bị hạ ở gần El Alamein năm 1942

Trận Alam el Halfa (người Đức gọi là Chiến dịch Brandung - Unternehmen Brandung) diễn ra từ 30 tháng 8 đến 5 tháng 9 ở phía nam El Alamein. Tập đoàn Panzer châu Phi đã cố gắng bao vậy Tập đoàn quân số 8 Anh, lúc này do trung tướng Bernard Montgomery làm tư lệnh, nhằm đánh bại nó và tiến tới Cairo trước khi quân tăng viện của Đồng Minh tới nơi trong tháng 9, khi đó thì thắng lợi của phe Trục tại châu Phi sẽ trở thành điều không tưởng. Tình trạng sức khỏe của nhiều binh lính Đức đã suy sụp, 19.000 quân đã đến châu Phi từ tháng 3 năm 1941 đang không chịu nổi khí hậu và kiệt sức do chiến đấu. Quân tiếp viện đã tăng lực lượng cho 4 sư đoàn Đức lên 90.000 người và 12.600 xe cộ, nhưng trong đó chỉ có 34.000 người là quân chiến đấu. Tập đoàn Panzer tập hợp được khoảng 200 xe tăng Đức và 243 xe tăng Ý chống lại 700 xe tăng Anh.
Người Anh đã được cảnh báo trước nhờ chặn và giải được mật mã Ultra không dây, và đã cố tình để lộ một khoảng trống ở phía nam. Phần lớn các đơn vị xe tăng và pháo binh của Tập đoàn quân số 8 được tập trung quanh Alam el Halfa Ridge, phía sau mặt trận 32 km. Các xe tăng sẽ ở lại trên cao điểm này để làm những súng chống tăng cố định thay vì tham gia một trận chiến cơ động. Ngày 2 tháng 9, Rommel ra lệnh rút lui sau khi cuộc tấn công lên cao điểm thất bại và hàng tiếp tế không đến nơi được (từ 30 tháng 8 đến 4 tháng 9, Tập đoàn Panzer đã bị ném bom liên tục và tuy mất không nhiều xe tăng nhưng bị ghìm lại và không còn lợi thế cơ động nhanh cũng như tập trung nữa). Cuối ngày 3 tháng 9, Chiến dịch Beresford, một đòn phản kích với 1 lữ đoàn New Zealand và 1 lữ đoàn Anh nhằm cắt đứt đường lui của Tập đoàn Panzer bị thất bại với tổn thất nặng nề và đến ngày 5 tháng 9, cuộc rút lui của quân Trục hoàn tất. Tập đoàn quân số 8 tổn thất 1.750 người và 68 xe tăng; phe Trục chịu thương vong 2.900 người, 49 xe tăng, 36 máy bay, 60 pháo và 400 xe tải.

#### Trận El Alamein thứ hai
Sau thắng lợi phòng ngự toàn diện trong Trận Alam el Halfa, Montgomery đã cho xây dựng các lực lượng Đồng Minh trước khi tiếp tục chiến dịch tấn công trong Trận El Alamein thứ hai trong tháng 10 và 11. Điều đáng chú ý là ông có những nguồn lực vượt xa về số lượng và chất lượng so với những người tiền nhiệm của mình.

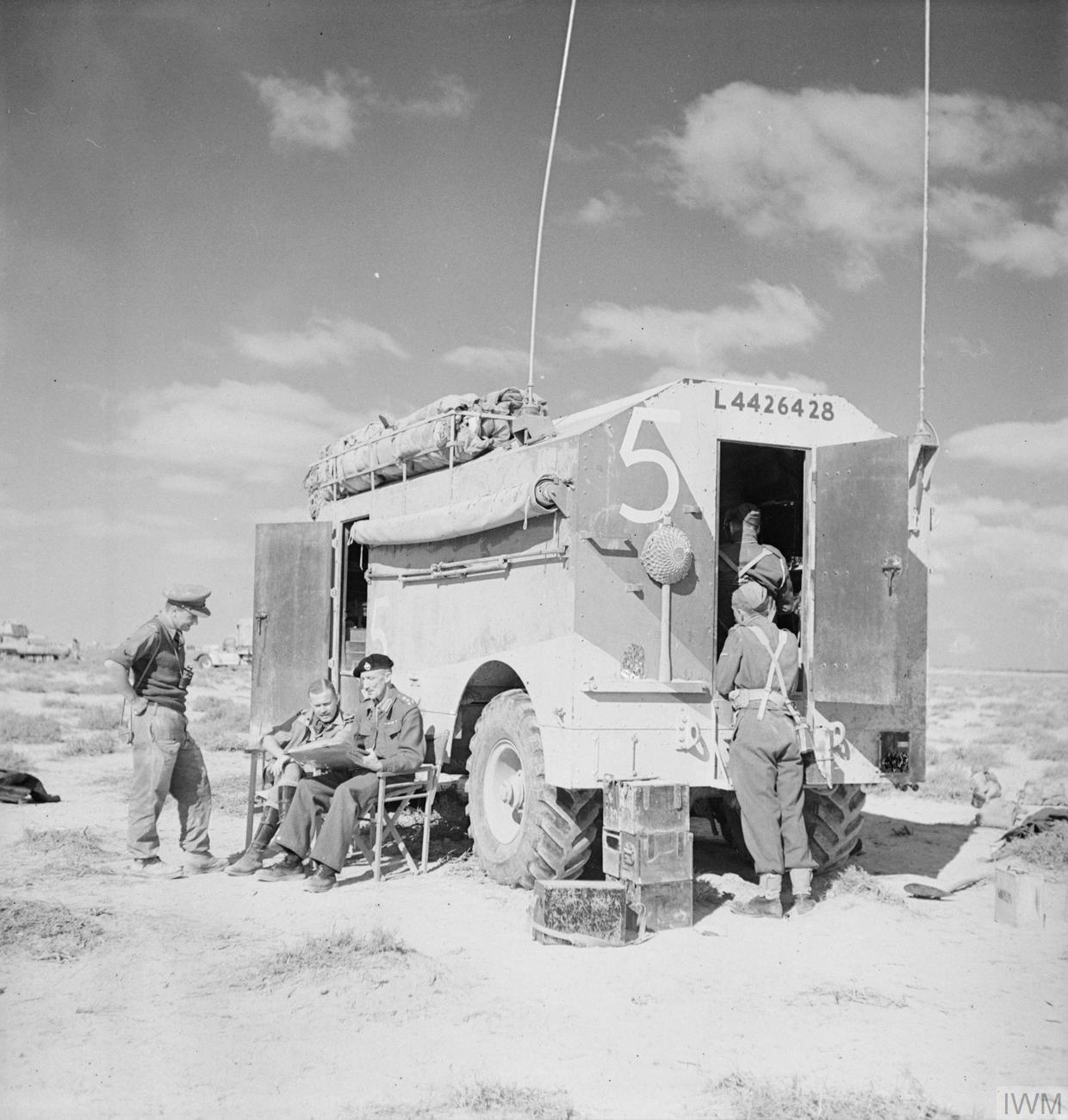
Xe Chỉ huy Bọc thép AEC của Anh cùng bộ tham mưu.

Khi cuộc tấn công của Tập đoàn quân số 8 Anh bắt đầu ngày 23 tháng 11, Tập đoàn Panzer có 104.000 quân, trong đó có 50.000 người Đức mà chỉ 24.173 là lính ngoài mặt trận. Có 496 xe tăng, 290 trong số đó là của Ý, 500 khẩu pháo và 850 súng chống tăng. Tập đoàn quân số 8 có trong tay 195.000 quân, 1.029 xe tăng và 1.000 chiếc khác đang ở trong các xưởng, 908 khẩu pháo và 1.451 súng chống tăng. Quân Đồng Minh được trang bị và chăm sóc rất tốt, trong khi lực lượng phía phe Trục bị suy dinh dưỡng rất nhiều và dễ bị ốm. Tập đoàn Panzer chỉ còn lại lượng nhiên liệu đủ để mỗi xe di chuyển được 290 km. Đến 27 tháng 10, lực lượng thiết giáp của Tập đoàn Panzer giảm xuống còn 114 xe tăng Đức và đến 2 tháng 11 thì hết sạch đạn dược và chỉ còn lại 32 xe tăng Đức cùng 120 xe tăng Ý. Không cho phép rút lui, Hitler lệnh cho Rommel và Tập đoàn Panzer phải chống cự đến cùng và ngày 4 tháng 11, Tập đoàn quân số 8 chọc thủng trận tuyến, Rommel phải ra lệnh bắt đầu rút quân.
Rommel đã hy sinh các đơn vị phi cơ giới, nhất là các đội hình Ý tại mặt trận trung tâm và phía nam. Tập đoàn Panzer châu Phi chịu thương vong 37.000 người, chiến 30% lực lượng, mất 450 xe tăng và 1.000 khẩu pháo. Tập đoàn quân số 8 Anh thiệt hại 13.500 người, với một tỷ lệ nhỏ hơn rất nhiều và 500 xe tăng (chỉ có 150 chiếc là bị phá hủy hẳn) cùng khoảng 110 khẩu pháo (chủ yếu là súng chống tăng). Tập đoàn Panzer chỉ còn lại 5.000 quân, 20 xe tăng, 20 súng chống tăng và 50 khẩu pháo dã chiến. Nỗ lực bao vây các lực lượng phe Trục tại Marsa Matruh đã bị mưa phá hỏng và phần còn lại của Quân đoàn châu Phi trốn thoát trong ngày 7 tháng 11. Lực lượng Trục rút dọc theo bờ biển và cắt đứt con đường này, nhưng do thiếu xe tăng và nhiên liệu không thể phòng thủ cơ động sườn phía nam trống trái, nên việc đóng lại tại Đèo Halfaya hay bất cứ vị trí khác đều không thể thực hiện được. Đèo Halfaya dễ dàng bị chiếm và Ai Cập hoàn toàn sạch bóng quân Trục. Tobruk bị tái chiếm ngày 13 tháng 11, quân của Rommel một lần nữa lại chạy thoát, và đến ngày 20 tháng 11 đến lượt Benghazi. Các cảng này đã nhanh chóng được Đồng Minh sửa chữa để tiếp tế cho cuộc tiến quân của người Anh. Cơ hội để đánh bọc sườn Rommel tại Ajdabiya đã được hủy bỏ một cách thận trọng, đề phòng trường hợp bị phản công.
Trận El Alamein thứ hai đã trở thành chiến thắng quyết định. Bất chấp hoạt động chặn hậu xuất sắc của Rommel, quân Đồng Minh vẫn chiếm lại được Ai Cập và sau đó tiến quân qua Cyrenaica và Tripolitania, đánh chiếm Tripoli vào tháng 2 năm 1943 rồi tiến vào Tunisia trong tháng 3.

#### Trận El Agheila

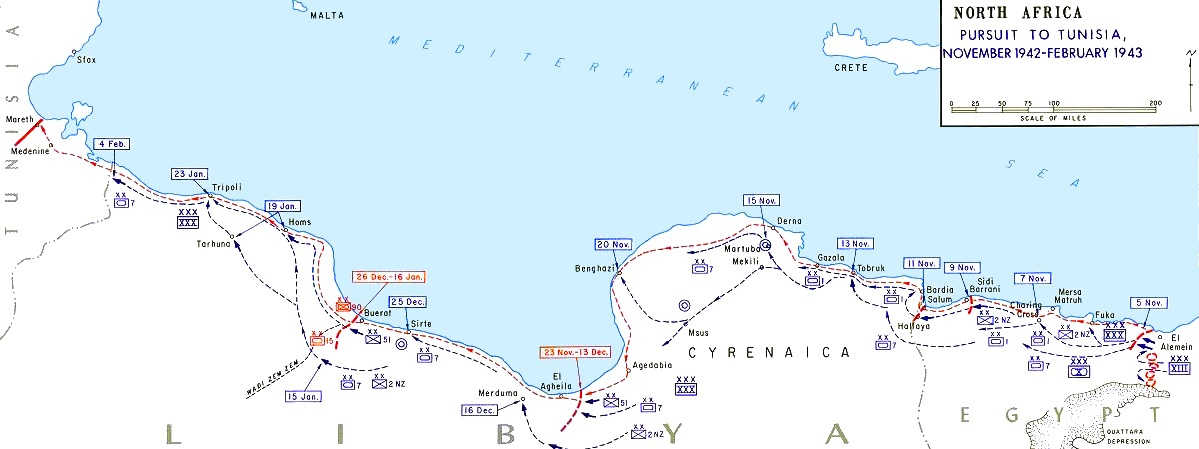
Cuộc tấn công của Montgomery – tháng 11 năm 1942 – tháng 2 năm 1943

Tập đoàn Panzer châu Phi lui về phòng tuyến được chuẩn bị trước tại El Agheila (tuyến Mersa Brega) nhưng lúc này thì hàng tiếp tế và quân tăng viện của phe Trục đã phải ưu tiên cho việc chống lại Tập đoàn quân số 1 Anh ở Tunisia trong Chiến dịch Torch, khiến cho liên quân Đức-Ý không còn khả năng phản công và thiếu nhiên liệu trầm trọng. Hitler đã ra lệnh là tuyến El Agheila phải đứng vững bằng mọi giá, trong khi quan điểm của Rommel là phải vừa đánh vừa rút về Tunisia và thiếp lập hệ thống phòng ngự mạnh tại Khe Gabès, như vậy sẽ làm tăng khoảng cách đường tiếp tế của Tập đoàn quân số 8 Anh thêm 2.400 km. Ngày 24 tháng 11, Ugo Cavallero, tham mưu trưởng quân đội Ý tán thành việc rút lui 320 km về phía tây tới Buerat, cách Sirte 80 km về phía đông nếu như Tập đoàn Panzer bị tấn công bởi một lực lượng áp đảo. Tập đoàn quân số 8 Anh tới El Agheila ngày 15 tháng 12 và Sư đoàn New Zealand được phái đi bọc đánh tuyến Mersa Brega trong các ngày 14–16 tháng 12 trong khi Sư đoàn Highland số 51 tấn công trực diện, còn Sư đoàn Thiết giáp số 7 tiến đánh Bir el Auera trong nội địa. Đòn bọc sườn bị thất bại, Rommel đã dùng thẩm quyền của mình để cho rút lui và tuyến đường rút của ông ta được bảo vệ đấy đủ. Tập đoàn Panzer rút lui sau khi mất 18 xe tăng, để lại phía sau một dải chướng ngại vật với những bãi mìn dày đặc và nhiều bẫy mìn, làm cuộc truy kích bị chậm lại.

### Năm 1943

#### Buerat
Áp lực tấn công của Đồng Minh lại tiếp tục khi quân Trục về đến Buerat. Rommel đã lên kế hoạch phòng thủ Khe Gabes tại Tunisia, nắm ở phía đông phòng tuyến Mareth hồi trước chiến tranh của Pháp bằng cách giữ lấy bến cảng trong khi Cụm Tập đoàn quân châu Phi của tướng Hans-Jürgen von Arnim ở Tunisia đối đầu với Tập đoàn quân số 1 của Đồng Minh. Trong giai đoạn này, mặt trận kéo dài 640 km tính từ bến cảng khả dụng gần nhất ở Tobruk và những khó khăn trong tiếp tế cho Tập đoàn quân số 8 đã cản trở không cho Montgomery triển khai toàn bộ lực lượng của mình. Mặc dù Buerat không được bảo vệ mạnh và đã được tình báo cho hay về tình trạng của lực lượng phe Trục, Montgomery vẫn ngừng lại cho đến ngày 16 tháng 1 năm 1943, khi mà Tập đoàn quân số 8 đã có được ưu thế 4:1 về bộ binh và 7,5:1 về xe tăng. Cuộc oanh tạc bắt đầu ngày 12 tháng 1 và Quân đoàn XXX tấn công ngày 15 tháng 1 theo con đường dọc bờ biển, băng qua các bãi mìn và bẫy mìn. Sư đoàn New Zealand số 2 và Sư đoàn Thiết giáp số 7 trong nội địa tràn qua Tarhuna, với việc tiếp tế bị lệ thuộc vào Quân đoàn Phục vụ Lục quân Hoàng gia Anh (RASC) và Quân đoàn Vận tải Hoàng gia New Zealand. Tập đoàn quân số 8 cần phải nhanh chóng chiếm lấy cảng để tránh bị thiếu tiếp tế. Rommel rút khỏi Buerat ngày 15 tháng 1.

#### Tripoli
Đòn tấn công chính của Anh được tiến hành dọc theo con đường ven biển do Sư đoàn Highland số 51 và 1 lữ đoàn thiết giáp thực hiện, trong khi Sư đoàn Thiết giáp số 7 tiến tới Tarhuna, Castel Benito và Tripoli. Sư đoàn Khinh binh số 90 Đức đánh cầm chân địch dọc theo con đường này, làm trầm trọng thêm tình trạng thiếu nhiên liệu của quân tấn công. Từ 20–21 tháng 1, Sư đoàn Khinh binh 90 đóng lại Corradini, tạo nên 109 hố bom trên đường nối giữa Buerat và Khoms. Đội tiên phong của Sư đoàn Thiết giáp số 7 tới lân cận Aziza ngày 21 tháng 1 và hôm sau Sư đoàn Highland 51 đến Castel Verde. Một cuộc đua diễn ra và quân Đức rút khỏi Tripoli trong đêm 22/23 tháng 1 sau khi phá hủy bến cảng và sau đó tiến hành đánh cầm chân địch và rút về Tunisia, bất chấp người Ý không đồng tình. Các đơn vị cuối cùng của Tập đoàn Panzer về đến phòng tuyến Mareth cách đó thêm 320 km về phía tây vào ngày 15 tháng 2, trong khi các đội tuần tra Cụm Sa mạc Tầm xa của Anh nghiên cứu hệ thống phòng thủ tại đây.
Trung đoàn Hussar số 11 thuộc Sư đoàn Thiết giáp số 7 Anh là đơn vị đầu tiên tiến vào Tripoli sáng 23 tháng 1, cách Benghazi 1.086 km về phía tây. 5 tiếng đồng hồ sau, một Đội Cơ sở Hải quân đã đến và khảo sát đống đổ nát trong cảng. Ngày 26 tháng 1, 5 chiếc tàu đã neo ngoài cảng và bắt đầu tháo dỡ bằng sà lan. Đến 30 tháng 1, 3.000 tấn hàng đã được đổ bộ. Trong tháng 3, Tập đoàn quân số 8 tiến vào tham gia Chiến dịch Tunisia. Khi chiến sự ở Tunisia còn đang tiếp diễn, ngày 9 tháng 3 Rommel quay trở lại Đức để báo cáo cho Hitler thực tế tình hình chiến sự tại Bắc Phi. Rommel đã không thể thuyết phục Hitler cho phép quân Trục rút lui và không được phép trở lại châu Phi, với lấy lý do là tình hình sức khỏe kém.

## Kết cục
Quân đội phe Trục bị đẩy lui ra khỏi Libya về Tunisia, và ngay sau đó họ đã bị đánh kẹp lại từ hai phía: các lực lượng Anh-Mỹ mới đổ bộ lên Bắc Phi trong Chiến dịch Torch tiến đến từ phía tây, và Tập đoàn quân số 8 của Anh đang truy kích từ phía đông.

## Đánh giá

### Ảnh hưởng của khả năng tiếp tế
Năm 1977, nhà sử học Martin van Creveld viết rằng Rommel và nhiều người khác đã than phiền nếu những hàng tiếp tế và trang bị được gửi đến Tunisia vào cuối năm 1942 đầu năm 1943 tới sớm hơn thì phe Trục sẽ giành chiến thắng trong Chiến tranh Sa Mạc. Creveld không đồng ý nhận định này vì trong năm 1941, miền nam nước Pháp chưa bị Đức chiếm đóng nên các tàu buôn Pháp cùng cảng Toulon đều chưa thể sử dụng để gửi hàng, cũng như cảng Bizerta ở Tunisia chưa thể dùng để tiếp nhận hàng hóa. Khoảng cách từ Bizerta đến biên giới Ai Cập cũng phủ định lợi ích của việc sử dụng cảng lớn này. Hàng tiếp tế của phe Trục luôn bị hạn chế vì quy mô nhỏ của các cảng tại Libya, một hạn chế không thể khắc phục và những cuộc tấn công vào tàu vận tải biển phe Trục càng làm gia tăng sự khó khăn kinh niên của việc tiếp tế. Với việc lục quân Đức bị sa lầy tại Liên Xô, Quân đoàn châu Phi và Tập đoàn Panzer không bao giờ có được sự vận tải đường bộ hiệu quả, cho dù mặt trận này có một lực lượng vận tải tương đối rộng rãi so với các nơi khác.
Việc hủy bỏ cuộc tấn công đảo Malta vào mùa hè năm 1942 không gây ảnh hưởng nhiều đến diễn biến chiến sự bằng quy mô nhỏ của cảng Tobruk và sự sơ hở của cảng này trước những đòn không kích của đối phương. Chỉ có cách xây dựng một con đường xe lửa tương tự như người Anh đã làm mới có thể giảm bớt khó khăn trong tiếp tế của phe Trục, nhưng tình trạng thiếu nguồn lực và thời gian đã khiến cho việc xây dựng là bất khả thi. Ảnh hưởng của những tổn thất về tàu bè của phe Trục đối với thất bại của Tập đoàn Panzer cuối năm 1942 đã bị phóng đại, vì tình trạng thiếu nhiên liệu chủ yếu là do những khó khăn liên tục trong việc vận chuyển hàng hóa bằng đường bộ gây ra, chứ không phải vì thiếu cung cấp từ châu Âu. Trong trận El Alamein thứ hai, 1/3 nhiên liệu của Tập đoàn Panzer đã bị kẹt tại Benghazi. Rommel cũng đã viết rằng tương quan giữa những khó khăn trong tiếp tế của phe Trục so với khó khăn tương tự của người Anh đã định đoạt các giai đoạn của chiến dịch và là một hạn chế không thể giải quyết được.

### Tướng lĩnh

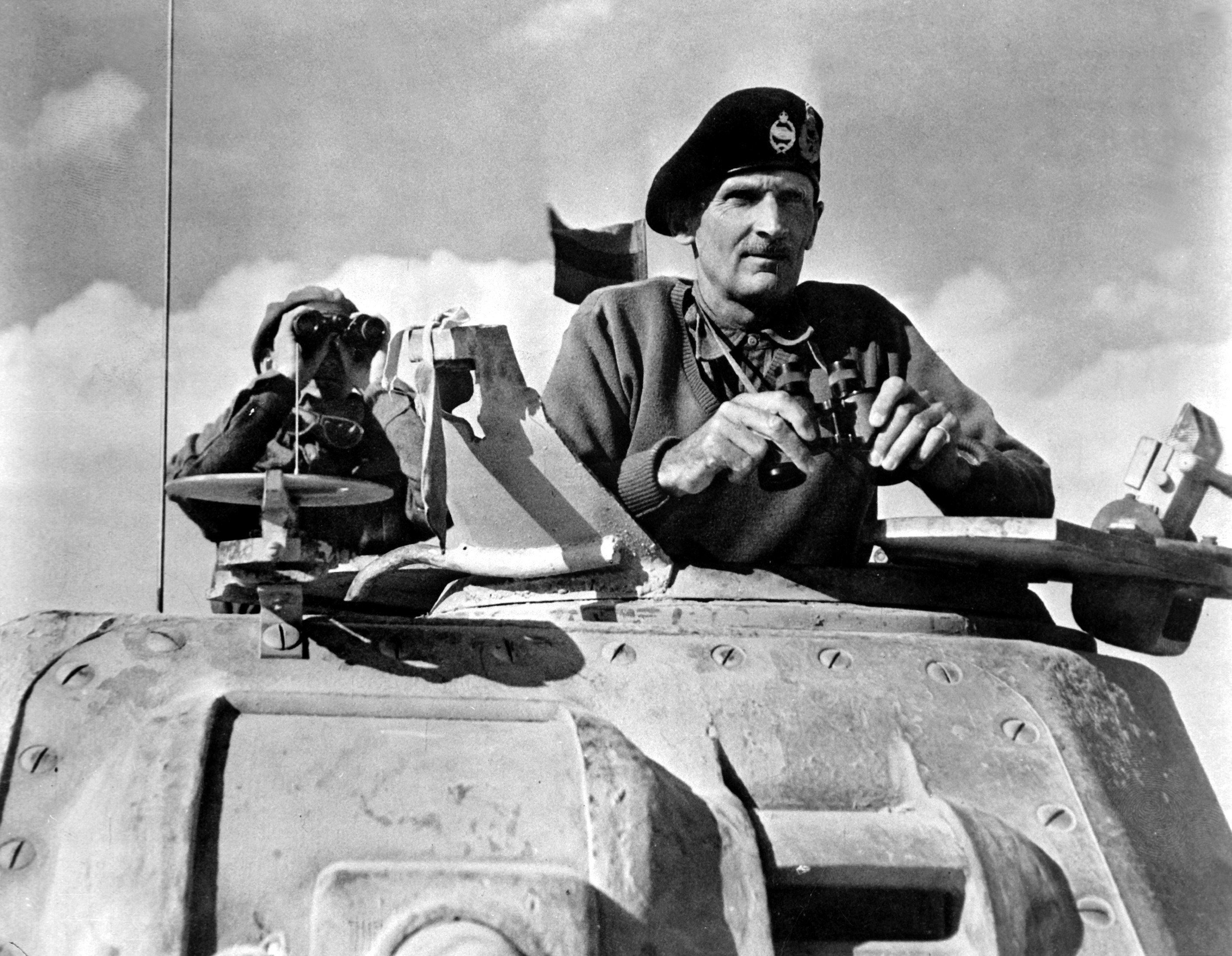
Bernard Montgomery tháng 11 năm 1942

Montgomery đã bị chỉ trích vì không nắm bắt được tình hình để giăng bẫy các đội quân phe Trục, nhằm đánh một trận quyết định và tiêu diệt họ ngay tại Libya. Chiến thuật của ông bị xem là quá thận trọng và chậm trễ, vì ông đã biết sự yếu kém của Tập đoàn Panzer cùng ý định của Rommel qua các nguồn tin tình báo và tín hiệu giải mã. Tuy nhiên, những lập luận bênh vực ông đã khẳng định rằng khả năng phòng thủ của Quân đoàn châu Phi và nhất là sự e sợ của người Anh về một thất bại và một cuộc rút khác đã hạn chế sự tự do hành động của bất cứ viên tư lệnh nào, và rằng Montgomery cần phải tránh để không lặp lại một cuộc chiến theo kiểu "bập bênh" giống như trước đó ở mặt trận Bắc Phi nữa. Chiến trường vùng sa mạc được mô tả như một "cơn ác mộng của sĩ quan hậu cần", do điều kiện của chiến tranh trên sa mạc và những khó khăn trong việc tiếp tế. Montgomery nổi danh vì đã tiến hành những "chiến dịch cân nhắc" và tiết kiệm nguồn lực của mình: ông chú trọng đến sự cân bằng và không tấn công chừng nào quân đội còn chưa được chuẩn bị và tiếp tế hợp lý. Dưới sự chỉ huy của ông, sĩ khí của Tập đoàn quân số 8 được cải thiện đáng kể.